# Liste der Baudenkmäler in Kaufbeuren

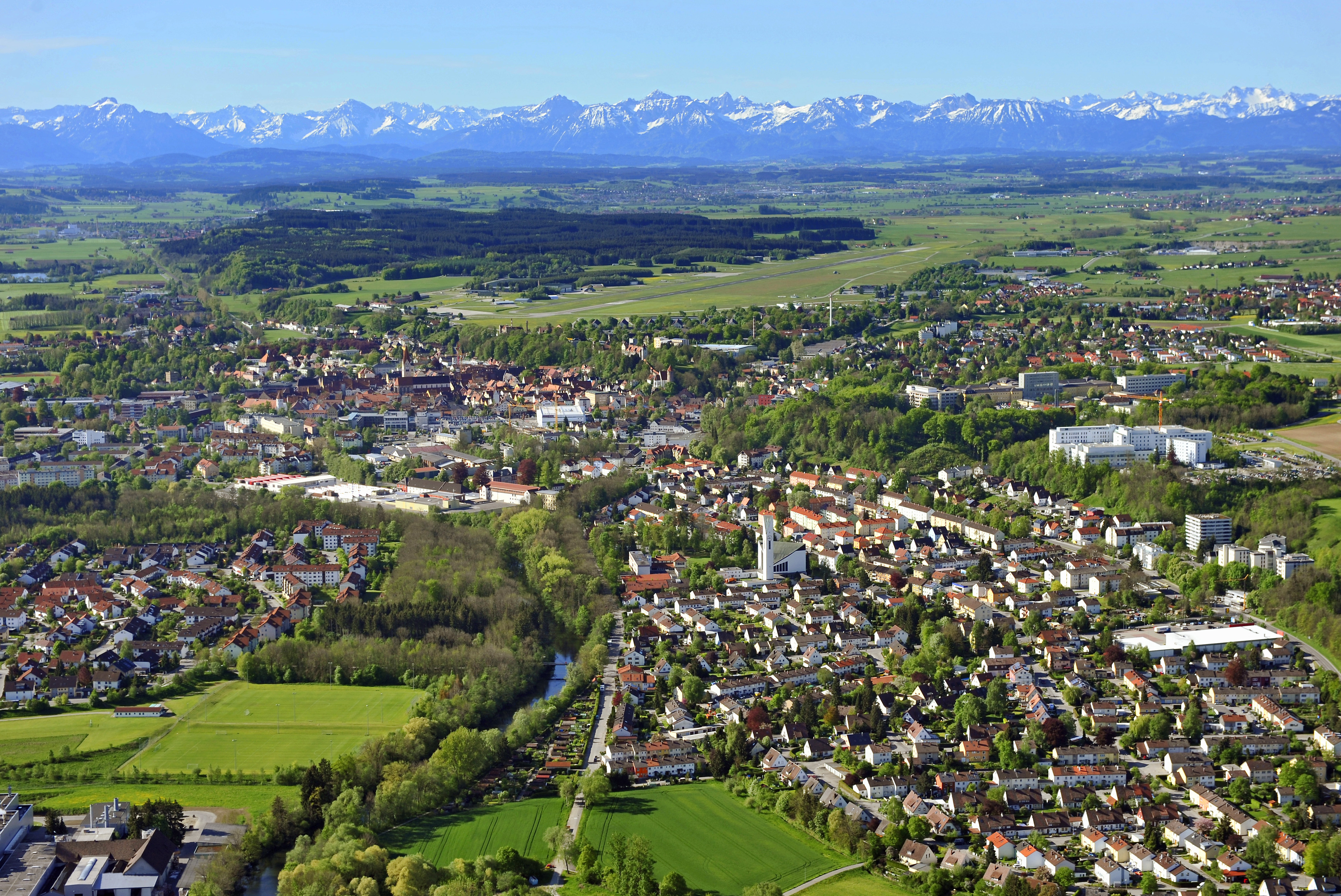
Kaufbeuren Luftbild

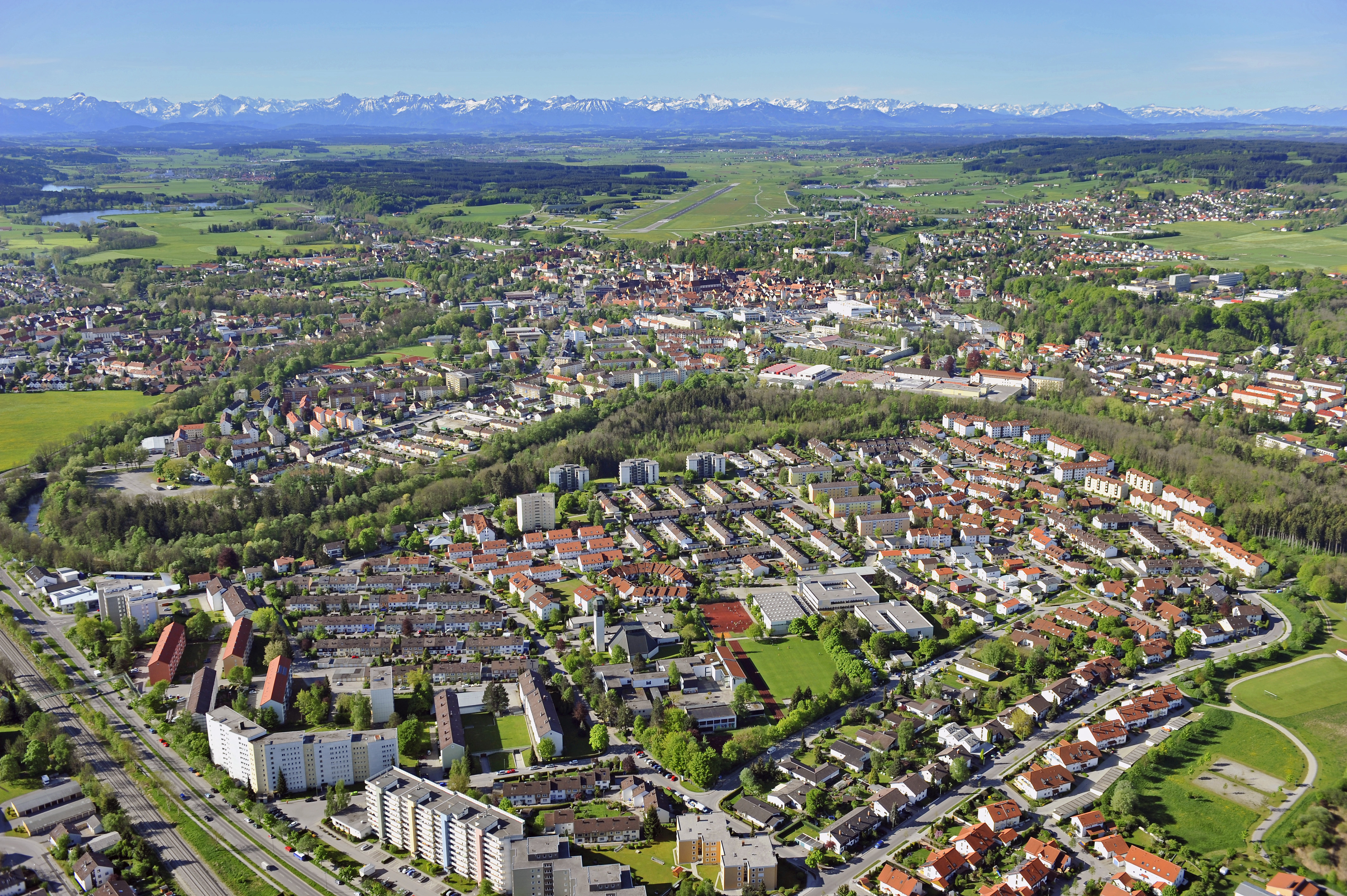
Kaufbeuren-Haken-Luftaufnahme

Auf dieser Seite sind die Baudenkmäler in der schwäbischen kreisfreien Stadt Kaufbeuren zusammengestellt. Diese Tabelle ist eine Teilliste der Liste der Baudenkmäler in Bayern. Grundlage ist die Bayerische Denkmalliste, die auf Basis des Bayerischen Denkmalschutzgesetzes vom 1. Oktober 1973 erstmals erstellt wurde und seither durch das Bayerische Landesamt für Denkmalpflege geführt wird. Die folgenden Angaben ersetzen nicht die rechtsverbindliche Auskunft der Denkmalschutzbehörde.

## Ensembles

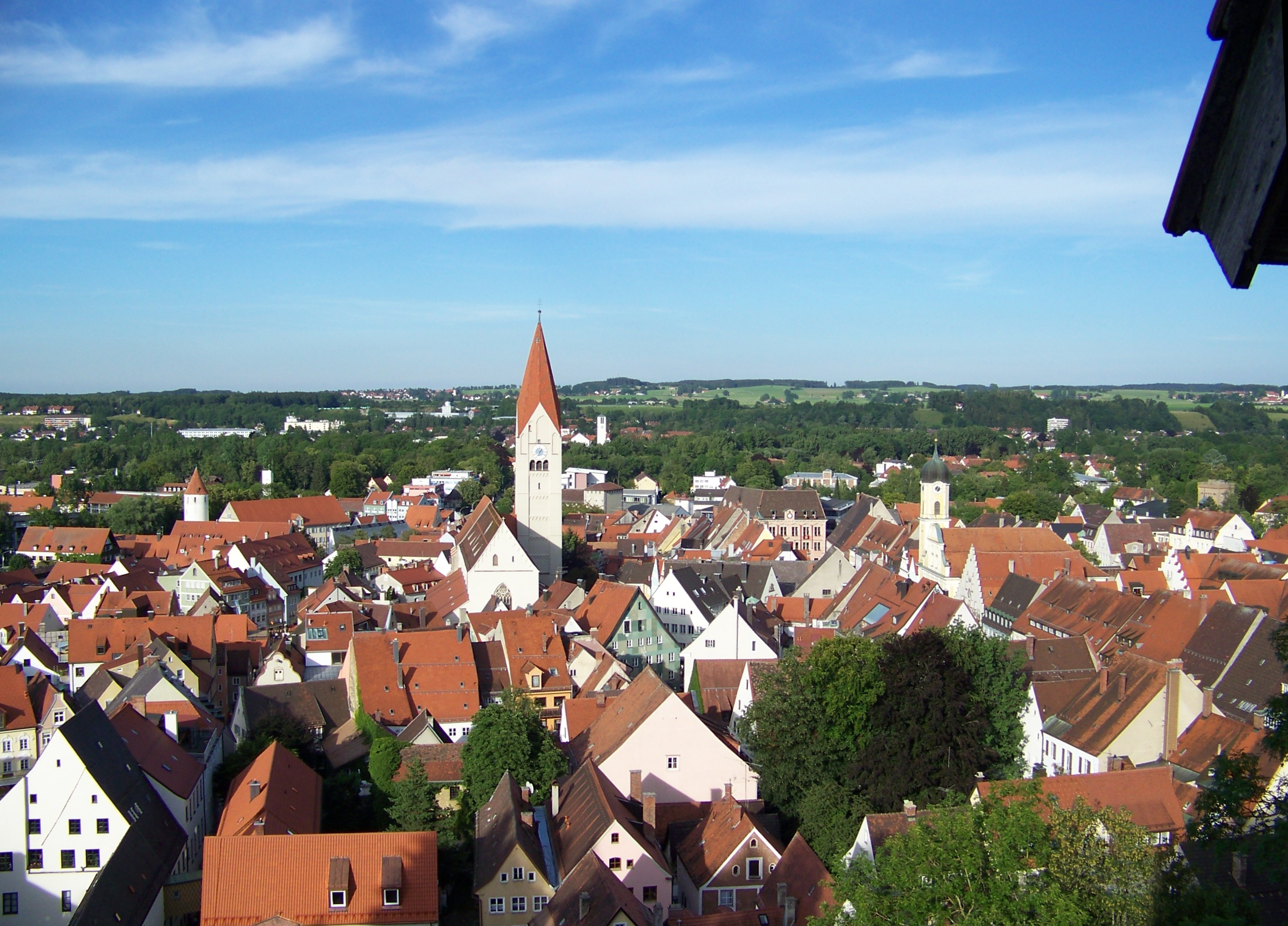
Kaufbeurer Altstadt

### Ensemble Altstadt
Der historische Stadtraum der schwäbischen Reichsstadt Kaufbeuren ist ein Ensemble. Es wird umgrenzt durch die äußere Verlaufslinie der den zum Teil noch bestehenden mittelalterlichen Anlagen der Stadtbefestigung vorgelagerten ehemaligen Grabenzone.
Ursprung der Stadt ist ein karolingischer Königshof, der sich ungefähr an der Stelle des späteren Franziskanerinnenklosters befand. Im hohen Mittelalter entfaltete sich um den Königshof in der Wertachniederung eine Marktsiedlung. Ihre Lage an einer Altstraße von Memmingen nach Schongau förderte die Entwicklung des im 12. Jahrhundert welfisch gewordenen Ortes, zumal diese Straße Kerngebiete des Welfenbesitzes verband. Der Straßenzug des Salzmarktes folgt der ältesten Marktstraße Kaufbeurens.
Den entscheidenden Aufstieg zur Stadt leiteten die Stadtrechtsverleihung durch die Staufer an der Wende vom 12. zum 13. Jahrhundert und der planmäßige Ausbau der Siedlung nach Süden ein. Ein langer Straßenmarkt wurde in west-östlicher Richtung, quer zur alten Marktstraße angelegt; zusammen mit der südlich dahinter verlaufenden Parallelachse, der Ludwigstraße, und drei verhältnismäßig engen Querachsen bildet er die charakteristische Gitterstruktur dieses Stadtteils. Zur staufischen Stadt gehört auch die Pfarrkirche St. Martin, der nördlich des Marktes ein eigener abgegrenzter Bereich zugemessen wurde; die Form dieses Kirchenplatzes zeichnet noch heute die Ausdehnung des ältesten Friedhofs ab.
Nördlich und östlich der Kirche, tiefer als diese in den Bach- und Flussniederungen gelegen, dehnen sich Siedlungsbereiche aus, deren unregelmäßige Grundrissstrukturen einen Ausbau späterer Zeit, wohl des 14. Jahrhunderts, anzeigen, doch wurde der ganze Raum im frühen 13. Jahrhundert ummauert. Diese staufische Mauer umfasste nicht nur zum Teil unbebaute Flächen in der Niederung, sie bezog auch aus fortifikatorischen Gründen die Hangkrone der Buchleuthe und den Abhang mit in die Befestigungen ein. Die im Spätmittelalter verstärkten, durch Wehrtürme noch besser gesicherten Anlagen auf der Höhe über der Stadt bilden zusammen mit der Blasiuskirche eine eindrucksvolle Dominante im Stadtbild.
Den größten Teil der Stadt vernichtete 1325 ein Brand. Der Wiederaufbau erfolgte wohl bereits weitgehend in massiver Bauweise. Die Parzellengrößen der staufischen Gründung mit Häusern von drei Fensterachsen blieben – wie meist noch bis heute – verbindlich. Nur in der Marktstraße, der Kaiser-Max-Straße, wurden durch Zusammenkauf mehrerer Parzellen unter einem Besitzer breite Grundstücke gewonnen, über denen die charakteristischen breitgelagerten, häufig dreigeschossigen Traufseithäuser mit ihren hohen Satteldächern errichtet wurden.

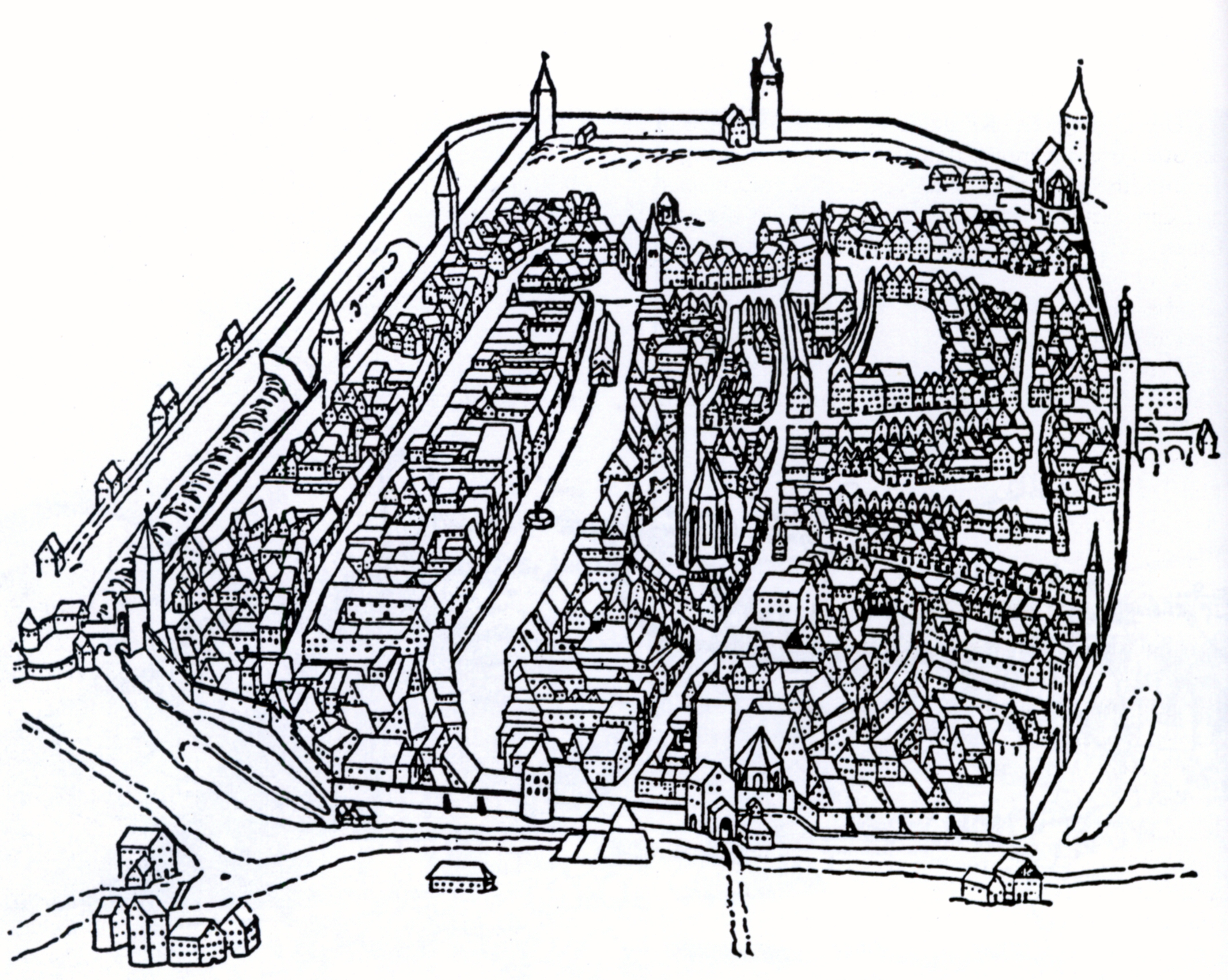
Kaufbeuren um 1580

Das Bild der Handwerkergassen wird dagegen meist von Giebelhäusern bestimmt. „Eine großartige Nüchternheit der architektonischen Form charakterisiert alle Straßenbilder, es sprechen vor allem die großen Flächen der leicht gebogenen Straßenwände“ (T. Breuer). Die Bauten sind in der Regel glatt verputzt, die Dächer mit roten Ziegeln gedeckt.
Neben dem Handelsbürgertum an der Kaiser-Max-Straße gab es in der Stadt vor allem eine große Weberzunft; die Anwesen dieser Handwerker, ausgezeichnet durch die sogenannten Weberkeller, reihen sich in den Straßenzügen Am Breiten Bach und Unter dem Berg. In der Schmiedgasse befanden sich die zahlreichen Anwesen der Waffenschmiede. In diese bürgerlichen Strukturen sind die Baugruppen des 1249 gegründeten Spitals und des Franziskanerinnenklosters, das sich 1261 beim ehemaligen Königshof konstituierte, eingebettet.
Das Spital, wie gewöhnlich am Rande der Stadt, hier in der Nordostecke gelegen, markiert mit seinen restlichen mittelalterlichen Bauten und ihren Nachfolgern aus dem 18. und frühen 19. Jahrhundert die heute an dieser Stelle in Auflösung begriffene Altstadtgrenze. Die um einen Hof geordneten spätmittelalterlichen Gebäude des Franziskanerinnenklosters und der Vorplatz des Klosters, der Obstmarkt, erinnern noch an die Lage, vielleicht auch an Grundrisslinien des frühmittelalterlichen Königshofes. Am Marktplatz wurden die beiden Schmalseiten seit dem Spätmittelalter durch die Frauenkirche im Westen und das Rathaus im Osten beansprucht. Die Kirche wurde seit dem späten 17. Jahrhundert nicht mehr für Gottesdienste genutzt, später zur Schrannenhalle umgebaut und schließlich 1960 abgebrochen. Das ältere Rathaus bestand bis 1859 und war nicht nur Sitz des Stadtregiments seit dem 14. Jahrhundert, sondern auch politisches Zentrum einer Stadtrepublik, die Kaufbeuren seit Erlangung reichsstädtischer Privilegien 1268 war. Beherrscht wird das Stadtbild von der Stadtpfarrkirche St. Martin und ihrem Turm; der monumentale Bau entstand in der 1. Hälfte des 15. Jahrhunderts auf der Grundlage des Vorgängerbaus neu.
Kultureller, politischer und wirtschaftlicher Höhepunkt der Stadtentwicklung war die Wende vom 15. zum 16. Jahrhundert, in der die wesentlichen Bauten und das Stadtbild vollendet wurden. Kaiser Maximilian, der selbst ein Haus am Markt besaß, weilte häufig in Kaufbeuren. Im Tänzelfest stellte sich damals die Bürgerstadt in ihrem spätmittelalterlichen Glanz dar. Barock und Rokoko spielen im Stadtbild dagegen nur eine untergeordnete Rolle. Nachdem die Stadt sich der Reformation angeschlossen hatte und es danach zu langjährigen Glaubensstreitigkeiten kam, erhielten die Protestanten durch kaiserliche Verfügung am Markt, an Stelle des kaiserlichen Hauses, 1604 ihre Pfarrkirche, die in die Häuserzeile der Südseite eingebunden wurde. Front und Turm der Kirche setzten – zumal nach dem klassizistischen Umbau – einen neuen Akzent in das Platz- und Stadtbild.

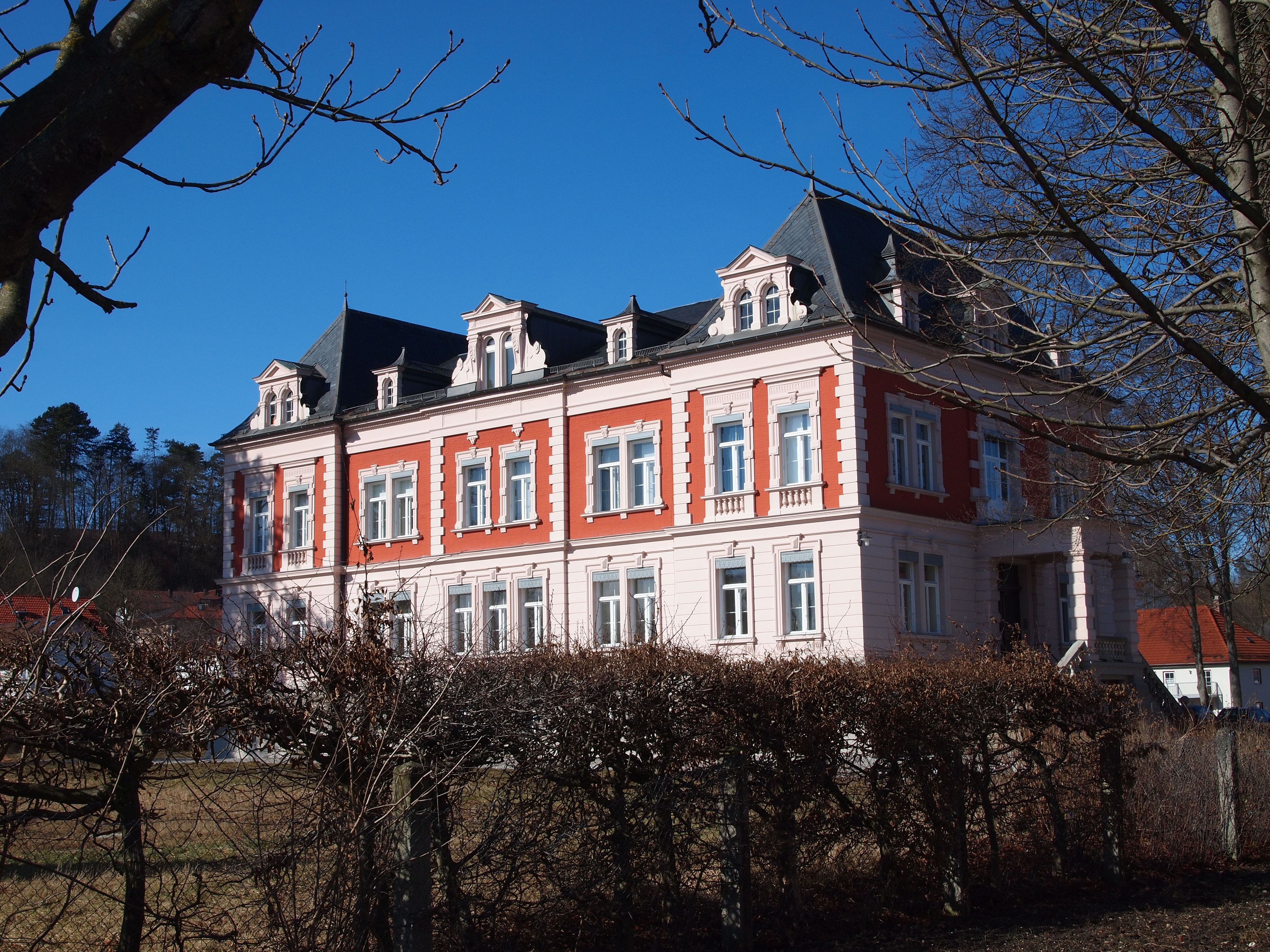
Direktorenvilla der Mechanischen Baumwollspinnerei Kaufbeuren

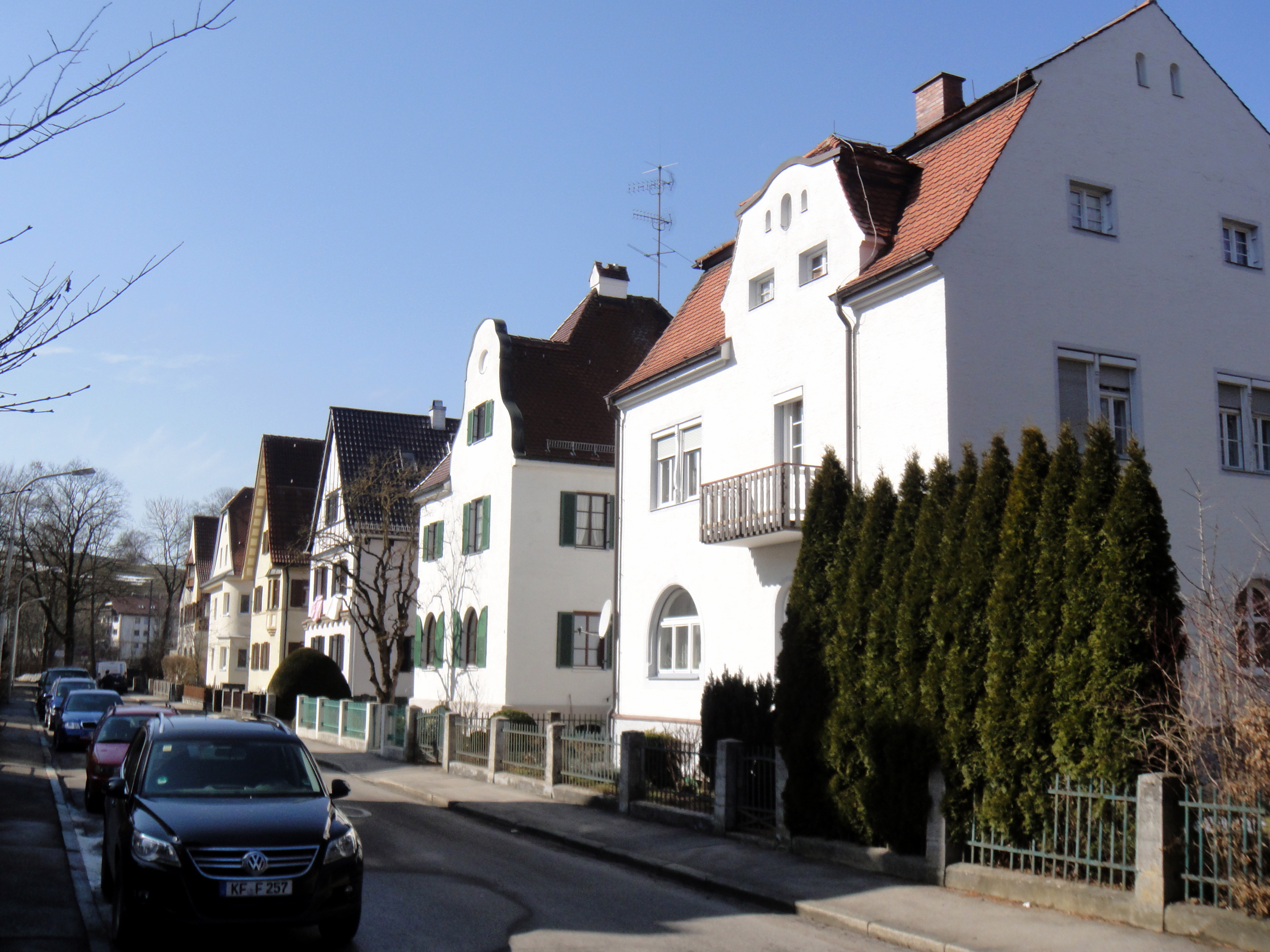
Schäferstraße, Kaufbeuren

Aktennummer: E-7-62-000-1.

### Ensemble Bleichanger
Das Ensemble umfasst einen alten Mühlenbezirk nördlich vor der Stadt zwischen Wertach und Mühlbach, der sich nach der Niederlassung der neu gegründeten Kaufbeurer Baumwollspinnerei und Weberei im Jahre 1839 auch zum großen Industriegebiet auswuchs.
Ursprung ist ein mittelalterlicher Kupferhammer, der angeblich bereits 1312 als Papiermühle eingerichtet wurde. Diese Mühle arbeitete bis 1840; der langgestreckte Neubau von 1807 ordnet sich zusammen mit Nebengebäuden und ehemals zugehörigen Wohnbauten locker dem Mühlbach zu.
Südöstlich dieser Anlagen, die nach Gründung des Industriebetriebs in diesem aufgingen, entstand seit 1839 der gewaltige, 56 Achsen lange Fabriktrakt, zwei-, vier- und fünfgeschossig und mit einem erdgeschossigen Zwischenbau. Auf der gegenüberliegenden Straßenseite, in einem Park zurückgesetzt und durch die Kastanienallee der Zufahrtsstraße von der Stadt her zusätzlich von den Industriebauten abgerückt, erhebt sich die repräsentative Direktorenvilla des späten 19. Jahrhunderts im Stil des Historismus.
Die wirtschafts- und technikgeschichtliche Bedeutung des Ensembles erhält durch die Tatsache, dass sich neben den baulichen Anlagen des frühen Industriezeitalters auch jene der vorindustriellen Zeit noch zeigen, einen besonderen Rang. Aktennummer: E-7-62-000-2.

### Ensemble Schäferstraße
Der 1904 angelegte Straßenzug südlich der Altstadt ist mit einheitlichen, zwischen 1904 und dem Ersten Weltkrieg entstandenen Wohnhäusern in offener Bauweise bebaut. Es handelt sich um zweigeschossige, villenartige Bauten, in der Regel mit hohen Sattel- oder Krüppelwalmdächern, giebelständig zur Straße; vereinzelt treten Schweifgiebel und Zwerchhäuser auf. Die Wandgliederungen weisen Formen der Neurenaissance, des Neubarock und des Heimatstils auf, sie sind in neuerer Zeit teilweise vereinfacht worden; die Bauten sind von Vorgärten umgeben. Der Neubau Nummer 11 nimmt keine Rücksicht auf das besondere Gepräge des Ensembles. Aktennummer: E-7-62-000-3.

## Stadtbefestigung
Die Stadtbefestigung wurde nach der Übernahme der Siedlung Beuren durch die Staufer um oder nach 1200 angelegt, da sie zur Stadt erhoben wurde. Um 1420 wurde sie wegen der Hussitengefahr erheblich verstärkt, gleichzeitig wurden wohl auch die Stadttürme gebaut. Weitere Ausbauten gab es Ende des 14. und im 15. Jahrhundert, aus dieser Zeit stammen wohl auch die ehemaligen Tore.
Die erste Ummauerung aus Tuffquadern war nur etwa 5 bis 6 Meter hoch, allerdings nach Norden und Süden – wohin sich die beiden Haupttore öffneten – durch einen breiten Wassergraben gesichert. Sie umschloss einen steilen Hügelzug im Westen, die sogenannte Buchleite mit der Blasiuskirche. Diese Stadtmauer hielt zwar im Jahr 1315 einer Belagerung stand, nicht aber dem Großbrand von 1325. Im Zuge der Erneuerung erweiterte man die Stadtbefestigung nach Nordosten, um das außerhalb gelegene Spital besser zu sichern. Damals (vor 1333) entstand das Spitaltor.
Weiteren Belagerungen 1377 und 1388 hielt die Stadtbefestigung zwar erneut stand, doch verstärkte man sie um 1420/30 angesichts der Hussitenbedrohung durch einen neuen Wehrgang und weitere Türme (Gerberturm, Blasiusturm, Fünfknopfturm, Hexenturm). 1493 erfolgte eine neuerliche Modernisierung. In der Neuzeit wäre sie natürlich kein Bollwerk für einen ernsten Angriff mit Kanonen mehr gewesen. Aber sie schützte die Bürger zumindest vor herumziehenden Kriegsvolk und vor Dieben und Räubern.
Nach 1803 wurden unter bayrischer Herrschaft die Tore niedergelegt und der größte Teil der Türme und Mauern im Süden, Norden und Osten. Die Befestigungsmauer wurde in Teilen in den Wohnhausbau integriert, die ehemaligen Zinnen der Tuffsteinmauer mit Ziegelsteinen vermauert. Von den ehemals drei großen Tortürmen, den insgesamt neun Flankierungstürmen und dem Mauerzug haben sich lediglich fünf Türme und einige Teilstücke der Ummauerung erhalten. Der sehenswerte, gedeckte und begehbare Mauerzug zwischen Fünfknopfturm und Blasiuskirche erhielt 1990/91 eine Sanierung. Aktennummer: D-7-62-000-1.
Heute noch sichtbare oder verbaute Teile der Befestigung
| Lage | Objekt                                      | Beschreibung | Akten-Nr.                       | Bild                                        |
| --- | ------------------------------------------- | --- | ------------------------------- | ------------------------------------------- |
| Unter dem Berg 23 und Spitaltor, entlang der Grundstücke Neue Gasse, Alleeweg, Ledergasse und Josef-Landes-Straße (Standort) | Erhaltene Teilstücke des Nordzugs der Mauer | in großen Teilen mit Wehrgang erhalten: zwischen Unter dem Berg 23 und Spitaltor entlang der Grundstücke Neue Gasse, Alleeweg, Ledergasse und Josef-Landes-Straße | D-7-62-000-1 zugehörig Wikidata | BW                                          |
| Am Graben, Ringweg, Ludwigstraße, Innere Buchleuthenstraße, Kappeneck und Afraberg (Standort)                                | Erhaltene Teilstücke des Südzugs der Mauer  | weitgehend verbaut und ohne Wehrgang: entlang der Grundstücke Am Graben, Ringweg, Ludwigstraße, Innere Buchleuthenstraße, Kappeneck und Afraberg,                 | D-7-62-000-1 zugehörig Wikidata | BW                                          |
| Afraberg 7, zwischen Fünfknopfturm und Blasiuskirche (Standort)                                                              | Erhaltene Teilstücke des Westzugs der Mauer | angrenzend an Afraberg 7, sowie geschlossen und in voller, ursprünglicher Höhe mit Wehrgang erhalten zwischen Fünfknopfturm und Blasiuskirche                     | D-7-62-000-1 zugehörig Wikidata | Erhaltene Teilstücke des Westzugs der Mauer |

Befestigungstürme und Reste von Toren, die noch erhalten sind:
| Lage                           | Objekt                              | Beschreibung | Akten-Nr.                       | Bild           |
| ------------------------------ | ----------------------------------- | --- | ------------------------------- | -------------- |
| Blasiusberg 13 (Standort)      | Blasiusturm                         | Turm der Stadtbefestigung, fünfgeschossiger Rundturm mit unverputztem Ziegelmauerwerk, Kegeldach und Rundbogenfries, mit der katholischen Kapelle St. Blasius durch einen kurzen, zweigeschossigen Übergang verbunden, wohl um 1420    | D-7-62-000-1 zugehörig Wikidata | weitere Bilder |
| Afraberg 9 (Standort)          | Fünfknopfturm                       | Turm der Stadtbefestigung, sechsgeschossiger, vierseitiger Massivbau mit Zeltdach und polygonalen Scharwachttürmchen mit Zeltdächern an den Ecken, an der östlichen Seite großer, ehemals offener Spitzbogen, um 1420                  | D-7-62-000-1 zugehörig Wikidata | weitere Bilder |
| Alleeweg (Standort)            | Gerberturm                          | Turm der Stadtbefestigung, fünfgeschossiger, vierseitiger Massivbau mit Rhombendach und teils gestuften Dreiecksgiebeln, 14./15. Jahrhundert                                                                                           | D-7-62-000-1 zugehörig Wikidata | weitere Bilder |
| Afraberg 11 (Standort)         | Hexenturm (Spießturm)               | Turm der Stadtbefestigung, niedriger, vierseitiger Massivbau mit Zeltdach, um 1420, ehemals um ein Geschoss höher | D-7-62-000-1 zugehörig Wikidata | weitere Bilder |
| Josef-Landes-Straße (Standort) | Sywollenturm                        | Rundturm der Stadtbefestigung, sechsgeschossig, 14./15. Jahrhundert, Obergeschoss mit Kegeldach und Quaderung wohl 2. Hälfte 16. Jahrhundert                                                                                           | D-7-62-000-1 zugehörig Wikidata | weitere Bilder |
| Kemptener Tor 1 (Standort)     | Rest des Kempter Tores und Zollhaus | Östlicher Eckturm des Vortors als halbrunder Stumpf erhalten, 14./15. Jahrhundert, eingebaut in zweigeschossigen, verputzten Massivbau mit Satteldach und hohem Kellergeschoss, im 19. und bis zum frühen 20. Jahrhundert Zollhäuschen | D-7-62-000-130 Wikidata         | weitere Bilder |

## Baudenkmäler nach Gemeindeteilen

### Kaufbeuren
| Lage                                                                                               | Objekt                                                                                               | Beschreibung | Akten-Nr.               | Bild                                                             |
| -------------------------------------------------------------------------------------------------- | --- | --- | ----------------------- | ---------------------------------------------------------------- |
| Am Graben 1, Afraberg 7 (Standort)                                                                 | Ehemaliges Schützenhaus                                                                              | zweigeschossiger Massivbau mit Satteldach und Putzgliederung mit Lisenen, Maßwerkfries sowie stichbogigen Blenden, 15. Jahrhundert zugehörige Teile der Stadtmauer, um 1200 und um 1420, siehe Stadtbefestigung | D-7-62-000-3 Wikidata   | weitere Bilder                                                   |
| Afraberg 9 (Standort)                                                                              | Fünfknopfturm                                                                                        | Turm der Stadtbefestigung, sechsgeschossiger, vierseitiger Massivbau mit Zeltdach und polygonalen Scharwachttürmchen mit Zeltdächern an den Ecken, an der östlichen Seite großer, ehemals offener Spitzbogen, um 1420 siehe Stadtbefestigung | D-7-62-000-1 Wikidata   | weitere Bilder                                                   |
| Afraberg 9 (Standort)                                                                              | Westzug der Stadtmauer                                                                               | Zwischen Fünfknopfturm und Blasiusturm auf der Höhe des Blasiusberges erhaltener Mauerzug in voller ursprünglicher Höhe mit Wehrgang, um 1200 angelegt, um 1420 verstärkt siehe Stadtbefestigung | D-7-62-000-1 Wikidata   | weitere Bilder                                                   |
| Afraberg 11 (Standort)                                                                             | Hexenturm (Spießturm)                                                                                | Turm der Stadtbefestigung, niedriger, vierseitiger Massivbau mit Zeltdach, um 1420, ehemals um ein Geschoss höher siehe Stadtbefestigung | D-7-62-000-1 Wikidata   | weitere Bilder                                                   |
| Alleeweg (Standort)                                                                                | Gerberturm                                                                                           | Turm der Stadtbefestigung, fünfgeschossiger, vierseitiger Massivbau mit Rhombendach und teils gestuften Dreiecksgiebeln, 14./15. Jahrhundert siehe Stadtbefestigung | D-7-62-000-1 Wikidata   | weitere Bilder                                                   |
| Alleeweg 2 (Standort)                                                                              | Wohnhaus                                                                                             | dreigeschossiger Massivbau mit Satteldach, Zwerchhaus, Schwebegiebeln und Balkons sowie Putzgliederung im Stil der Neurenaissance, um 1900 | D-7-62-000-247 Wikidata | Wohnhaus                                                         |
| Alleeweg 19 (Standort)                                                                             | Ehemaliger Lammkeller                                                                                | eingeschossiger Massivbau mit Mansarddach, Zwerchgiebel und Lisenengliederung, 1826 über großem tonnengewölbtem Keller erbaut | D-7-62-000-8 Wikidata   | weitere Bilder                                                   |
| Alte Weberei 3 (Standort)                                                                          | Fabrikbau (sogenannte Alte Weberei)                                                                  | viergeschossiger, verputzter Backsteinbau mit Stichbogenfenstern und einfacher Putzgliederung, 1890, das vierte Geschoss 1912 mit Ziergiebeln aufgesetzt, westliche Anbauten wohl gleichzeitig | D-7-62-000-248 Wikidata | weitere Bilder                                                   |
| Am Bleichanger 33 (Standort)                                                                       | Ehemalige Direktorenvilla                                                                            | repräsentative dreiflügelige und zweigeschossige Anlage über hohem Sockelgeschoss, die Flügel der Schmalseiten mit Walmdächern, mit zweiläufiger Treppe und Fassadenzier im Stil der Neurenaissance, 1887–88; umgeben von Park mit altem Baumbestand | D-7-62-000-10 Wikidata  | weitere Bilder                                                   |
| Am Bleichanger 44, 48, 50 (Standort)                                                               | Fabrikgebäude der Baumwoll-Spinnerei und Weberei                                                     | langgestreckte Folge von zusammengeschlossenen Trakten, von Südost nach Nordwest, längs des Bleichangers: 15-achsiger zweigeschossiger und verputzter Massivbau mit Walmdach, im Erdgeschoss Rundbogenfenster; Zwischentrakt, erdgeschossiger Massivbau mit Satteldach und Rundbogenfenstern; vier- und fünfgeschossiger Trakt zu 35 Achsen, verputzter Massivbau mit Walm-, Flachdach und Zwerchgiebel, klassizistischem Eingang sowie Rustizierungen an den Ecken; errichtet ab 1839, teilweise stark erneuert | D-7-62-000-11 Wikidata  | weitere Bilder                                                   |
| Am Breiten Bach 1 (Standort)                                                                       | Wohnhaus                                                                                             | zweigeschossiger, verputzter Massivbau in Ecklage, mit Satteldach und vorkragendem Obergeschoss, 15./16. Jahrhundert | D-7-62-000-12 Wikidata  | weitere Bilder                                                   |
| Am Breiten Bach 2 (Standort)                                                                       | Wohnhaus                                                                                             | dreigeschossiger, verputzter Massivbau mit Satteldach in Ecklage, mit Stufengiebel und Eckerker mit Wappenfries sowie Putzgliederung, 1496 errichtet; östlich anschließend viergeschossiger giebelständiger und verputzter Massivbau mit Satteldach, über der ehemaligen Annakapelle errichtet um Mitte 19. Jahrhundert; bildet mit Am Breiten Bach 4, Kaiser-Max-Straße 39 und 41 einen Komplex | D-7-62-000-13 Wikidata  | weitere Bilder                                                   |
| Am Breiten Bach 3 (Standort)                                                                       | Wohnhaus                                                                                             | zweigeschossiger, traufständiger und verputzter Massivbau mit Satteldach und vorkragendem Obergeschoss, 15./16. Jahrhundert | D-7-62-000-14 Wikidata  | weitere Bilder                                                   |
| Am Breiten Bach 6 (Standort)                                                                       | Wohnhaus                                                                                             | viergeschossiger, giebelständiger und verputzter Massivbau mit Satteldach, spätmittelalterlich, Ausbau im 18. Jahrhundert | D-7-62-000-16 Wikidata  | weitere Bilder                                                   |
| Am Breiten Bach 12 (Standort)                                                                      | Wohnhaus                                                                                             | viergeschossiger, giebelständiger und verputzter Massivbau mit Satteldach, 1. Hälfte 19. Jahrhundert | D-7-62-000-17 Wikidata  | weitere Bilder                                                   |
| Am Breiten Bach 14 a bis 14 g (Standort)                                                           | Wohnhaus                                                                                             | viergeschossiger, giebelständiger Massivbau mit Satteldach, im Kern spätmittelalterlich, Ausbau im 17./18. Jahrhundert | D-7-62-000-18 Wikidata  | weitere Bilder                                                   |
| Am Breiten Bach 19 (Standort)                                                                      | Wohnhaus                                                                                             | viergeschossiger, giebelständiger Massivbau mit Satteldach und einfacher Putzgliederung, 17./18. Jahrhundert, das Erdgeschoss modern überformt | D-7-62-000-19 Wikidata  | weitere Bilder                                                   |
| Am Breiten Bach 23 (Standort)                                                                      | Wohnhaus                                                                                             | viergeschossiger, giebelständiger und verputzter Massivbau mit Satteldach, die unteren Geschosse spätmittelalterlich, 1760 Ausbau zum Wohnhaus des Malers Joseph Anton Walch durch Joseph Pracht; an der Front Marienfigur, um 1500, Kopie | D-7-62-000-20 Wikidata  | weitere Bilder                                                   |
| Am Graben 1 (Standort)                                                                             | Ehemaliger Stadel                                                                                    | giebelständiger Satteldachbau, die Obergeschosse Fachwerk, unter Einbeziehung der Stadtmauer errichtet, bezeichnet mit 1807 | D-7-62-000-255 Wikidata | weitere Bilder                                                   |
| Am Mühlbach 1 (Standort)                                                                           | Ehemaliges Färberhaus                                                                                | dreigeschossiger, verputzter Massivbau mit Satteldach, das Fachwerk-Obergeschoss des Nordteils mit einseitig abgewalmtem Dach ehemals zu Färbereizwecken geöffnet, um 1730 | D-7-62-000-28 Wikidata  | weitere Bilder                                                   |
| Am Webereck 1, 1 a, 1 b, 1 c, 1 d, 1 e (Standort)                                                  | Arbeiter-Wohnblock                                                                                   | zweiflügeliger, dreigeschossiger Massivbau in Ecklage, mit Walm- und Halbwalmdach, Zwerchhäusern, Eckerker sowie sparsamer Putzgliederung in den Formen des historisierenden Jugendstils, 1908 von Leonhard Heydecker jr. (Kempten) | D-7-62-000-253 Wikidata | Arbeiter-Wohnblock                                               |
| Am Webereck 3 (Standort)                                                                           | Villa                                                                                                | zweigeschossiger Massivbau mit hohem Walmdach, Zwerchhäusern mit Sattel- und Krüppelwalmdächern, Erkern sowie Putzgliederung in den Formen des Jugendstils, um 1905 | D-7-62-000-250 Wikidata | weitere Bilder                                                   |
| Am Webereck 11 (Standort)                                                                          | Ehemalige Papiermühle                                                                                | zweigeschossiger, langgestreckter und verputzter Massivbau mit Satteldach, 1807 | D-7-62-000-30 Wikidata  | Ehemalige Papiermühle                                            |
| Augsburger Straße (vor Nr. 4) (Standort)                                                           | Kriegerdenkmal für 1870/71                                                                           | mit Germania-Figur auf Sandstein-Sockel, zur Erinnerung an die Jahre 1870/71, 1873 von Joseph Beyrer, 2003 in Parkanlage neu aufgestellt (ursprünglich in der Schraderstraße, nach 1911 im Friedhof) | D-7-62-000-262 Wikidata | weitere Bilder                                                   |
| Augsburger Straße 1 (Standort)                                                                     | Villenartiges Wohnhaus                                                                               | Zweigeschossiger Massivbau in Ecklage mit Walmdach, Zwerchhäusern, Eckerkerturm, eisernem Balkon und Fassadengliederung im Stil der deutschen Renaissance, um 1900 begrenzender Gitterzaun, gleichzeitig | D-7-62-000-32 Wikidata  | weitere Bilder                                                   |
| Augsburger Straße 2 (Standort)                                                                     | Stadtsaal                                                                                            | zweigeschossiger Massivbau mit Walmdach und Schweifgiebelrisalit, östlich angeschlossen zweigeschossiger Saalbau mit Satteldach, mit Putzgliederung im neubarocken Stil, 1897–99 von Bauamtsassessor Wiedemann (Kempten) | D-7-62-000-33           | weitere Bilder                                                   |
| Augsburger Straße 4 (Standort)                                                                     | Ehemaliges Sondersiechenhaus                                                                         | zweigeschossiger, verputzter Massivbau mit Satteldach und Rundbogenfries unter der Traufe, spätmittelalterlich, westliche Erweiterung 18. Jahrhundert mit südlich anschließender Mauer | D-7-62-000-35 Wikidata  | weitere Bilder                                                   |
| Augsburger Straße 8 (Standort)                                                                     | Ehemalige Spitalkirche St. Dominikus                                                                 | Saalbau im Kern wohl 1182, eingezogener, fünfseitig geschlossener Chor sowie vierseitiger Turmunterbau 1483, Anbau der flachrund geschlossenen Sakristei östlich des Chors, Turmoktogon und Zwiebelhaube sowie barocke Innengestaltung der Kirche bezeichnet mit 1709, Einrichtung als Gefallenengedenkstätte und Anbau des Vorzeichens 1921; mit Ausstattung | D-7-62-000-34 Wikidata  | weitere Bilder                                                   |
| Augsburger Straße 91 (Standort)                                                                    | Höfelmayr-Kapelle                                                                                    | kleiner verputzter Massivbau mit Satteldach und Putzgliederung, neugotisch, 1858 | D-7-62-000-36 Wikidata  | weitere Bilder                                                   |
| Bahnlinie Buchloe – Lindau; Wertach (Standort)                                                     | Eisenbahnbrücke über die Wertach                                                                     | vier Bögen auf Pfeilern, verputztes Ziegelmauerwerk, Tuffstein und Nagelfluhquader, mit rustizierter Quaderung, 1848 erbaut, 1904 erneuert, Brückenkrone wohl später | D-7-62-000-72 Wikidata  | Eisenbahnbrücke über die Wertach                                 |
| Berliner Platz 10; Jordan-Stadion; Jordananlagen (Standort)                                        | Jordan-Anlagen                                                                                       | öffentlicher Park mit Weiheranlagen, künstlichen Inseln, geschwungenen Wegen und altem Baumbestand, 1893 angelegt; Monopteros, dorischer, überkuppelter Rundtempel, bezeichnet mit 1896 | D-7-62-000-59 Wikidata  | weitere Bilder                                                   |
| Bismarckstraße 6 (Standort)                                                                        | Villa                                                                                                | zweigeschossiger Massivbau mit Mansardwalmdach, Flacherker, Altanen und Zwerchgiebel sowie Fassadengliederung in den Formen des späten Jugendstils, um 1910; mit Einfriedung, wohl gleichzeitig | D-7-62-000-251 Wikidata | weitere Bilder                                                   |
| Bismarckstraße 21 (Standort)                                                                       | Villenartiges Wohnhaus                                                                               | zweigeschossiger Massivbau mit Mansarddach, Flacherker, Zwerchhäusern sowie Fassadengliederung in den Formen des Jugendstils, bezeichnet mit 1907 | D-7-62-000-372 Wikidata | weitere Bilder                                                   |
| Blasiusberg 1 (Standort)                                                                           | Wohnhaus                                                                                             | schmaler dreigeschossiger und verputzter Massivbau mit Pultdach in Ecklage, wohl spätmittelalterlich | D-7-62-000-27 Wikidata  | Wohnhaus                                                         |
| Blasiusberg 1 a (Standort)                                                                         | Ehemaliges Handwerkerhaus                                                                            | zweigeschossiger, traufständiger und verputzter Massivbau mit Satteldach, spätmittelalterlich | D-7-62-000-40 Wikidata  | Ehemaliges Handwerkerhaus                                        |
| Blasiusberg 3 a, 3 b, 3 c, 3 d (Standort)                                                          | Handwerkerhaus                                                                                       | dreigeschossiger, giebelständiger und verputzter Massivbau mit Satteldach, wohl 16. Jahrhundert | D-7-62-000-41 Wikidata  | Handwerkerhaus                                                   |
| Blasiusberg 5 a, 5 b (Standort)                                                                    | Ehemaliges Weberhaus                                                                                 | zweigeschossiger, traufständiger und verputzter Massivbau mit Satteldach über hohem Kellergeschoss, ursprünglich wohl zwei Häuser, spätmittelalterlich | D-7-62-000-42 Wikidata  | Ehemaliges Weberhaus                                             |
| Blasiusberg 7 (Standort)                                                                           | Ehemaliges Weberhaus                                                                                 | zweigeschossiger, traufständiger und verputzter Massivbau mit Satteldach über hohem Kellergeschoss, spätmittelalterlich | D-7-62-000-43 Wikidata  | Ehemaliges Weberhaus                                             |
| Blasiusberg 11 (Standort)                                                                          | Mesnerhaus der Blasiuskapelle                                                                        | zweigeschossiger, verputzter Massivbau mit Satteldach, das Obergeschoss traufseitig über Bogen leicht vorkragend, an der Nordostecke Strebepfeiler, spätmittelalterlich | D-7-62-000-44 Wikidata  | weitere Bilder                                                   |
| Blasiusberg 13 (Standort)                                                                          | Katholische Kapelle St. Blasius                                                                      | spätgotische Anlage, dreischiffige Halle bezeichnet mit 1484, über Teilen der Vorgängerbauten des 11./12. und frühen 14. Jahrhundert errichtet, Erneuerung des kurzen, fünfseitig geschlossenen Chors von Mittelschiffsbreite bezeichnet mit 1436, Langhaus und Chor mit Strebepfeilern, unter der Traufe Kleeblattbogenfries, die Westfront auf der Stadtmauer aufsitzend, der Wehrgang in die Kirche einbezogen; mit Ausstattung | D-7-62-000-45 Wikidata  | weitere Bilder                                                   |
| Blasiusberg 13 (Standort)                                                                          | sogenannter Blasiusturm                                                                              | Turm der Stadtbefestigung, fünfgeschossiger Rundturm mit unverputztem Ziegelmauerwerk, Kegeldach und Rundbogenfries, mit der katholischen Kapelle St. Blasius durch einen kurzen, zweigeschossigen Übergang verbunden, wohl um 1420 | D-7-62-000-1 Wikidata   | weitere Bilder                                                   |
| Bürgermeister-Haffner-Straße 1 (Standort)                                                          | Villenartiges Wohnhaus                                                                               | zweigeschossiger, verputzter Massivbau in Ecklage mit Krüppelwalmdach und Erkerausbauten, im historisierenden Stil, um 1910 | D-7-62-000-46 Wikidata  | weitere Bilder                                                   |
| Crescentiaplatz 3 (Standort)                                                                       | Wohnhaus                                                                                             | dreigeschossiger, giebelständiger und verputzter Massivbau mit Satteldach, wohl 18. Jahrhundert; mit Marienfigur, um 1720 | D-7-62-000-21 Wikidata  | Wohnhaus                                                         |
| Crescentiaplatz 5 (Standort)                                                                       | Wohnhaus                                                                                             | zweigeschossiger, traufständiger und verputzter Massivbau mit Satteldach und Zwerchhaus, spätmittelalterlich, Ausbau im 18. Jahrhundert, der östliche Teil des Gebäudes stark modernisiert | D-7-62-000-22 Wikidata  | Wohnhaus                                                         |
| Crescentiaplatz 9 (Standort)                                                                       | Wohnhaus                                                                                             | zweigeschossiger, traufständiger und verputzter Massivbau mit Satteldach und Krangaube, ursprünglich zwei Häuser, im Kern spätmittelalterlich | D-7-62-000-23 Wikidata  | weitere Bilder                                                   |
| Crescentiaplatz 11 (Standort)                                                                      | Wohnhaus                                                                                             | zweigeschossiger, traufständiger Massivbau mit Satteldach, im Kern spätmittelalterlich | D-7-62-000-24 Wikidata  | Wohnhaus                                                         |
| Crescentiaplatz 13 (Standort)                                                                      | Wohnhaus                                                                                             | zweigeschossiger, traufständiger und verputzter Massivbau mit Satteldach, im Kern spätmittelalterlich | D-7-62-000-26 Wikidata  | weitere Bilder                                                   |
| Crescentiaplatz 13 (Standort)                                                                      | Gartenhäuschen des Franziskanerinnenklosters                                                         | Walmdachbau auf hohem Sockelgeschoss mit angeschlossenem, eingeschossigem Verkaufsladen und Gartenmauer, 18. Jahrhundert; zugehöriger Garten mit Stützmauern | D-7-62-000-25 Wikidata  | weitere Bilder                                                   |
| Forettle 9 (Standort)                                                                              | Ehemaliges Färberhaus                                                                                | dreigeschossiger, verputzter Massivbau mit überstehendem Mansarddach, Obergeschoss ehemals zu Färbereizwecken geöffnet, 2. Hälfte 18. Jahrhundert | D-7-62-000-48 Wikidata  | weitere Bilder                                                   |
| Füssener Straße (bei Nr. 29) (Standort)                                                            | Friedsäule                                                                                           | Tuffsteinstele, nachträglich bezeichnet mit 1337 | D-7-62-000-50 Wikidata  | weitere Bilder                                                   |
| Füssener Straße 33, 35, 37, 39 (Standort)                                                          | Ehem. Dienstwohngebäude für Bahnbeamte                                                               | Wohnanlage von vier über Kellergeschossen aufgesockelten, zweigeschossigen, verputzten Massivbauten mit Walmdächern bzw. Halbwalmdach, Zwerchhäusern und Fledermausgauben, die drei südlichen Bauten um 1908/09, das nördliche Wohnhaus für höhergestellte Beamte, um 1915. | D-7-62-000-390          | Ehem. Dienstwohngebäude für Bahnbeamte                           |
| Ganghoferstraße 2 (Standort)                                                                       | Hasenfärbe (Ehemaliges Färberhaus)                                                                   | dreigeschossiger, verputzter Massivbau mit Satteldach über schiefwinkligem Grundriss, mit verschaltem Giebel und weit vorstehendem Dach, das zweite Obergeschoss mit Holzbrüstung und hölzerner Hängevorrichtung, 1766, 1956 in Teilen erneuert; Dachstuhl am Abend des 24. Januar 2021 durch einen Brand zerstört | D-7-62-000-51 Wikidata  | weitere Bilder                                                   |
| Ganghoferstraße 9 (Standort)                                                                       | Amtsgericht, ehemalige Wagenseilsche Kattunfabrik                                                    | dreigeschossiger Massivbau mit Mansardwalmdach, Zwerchgiebeln und Putzgliederung im neubarocken Stil, errichtet 1805, seit 1839 als Amtsgebäude genutzt | D-7-62-000-52 Wikidata  | weitere Bilder                                                   |
| Ganghoferstraße 10, Prinzregentenstraße 2 (Standort)                                               | Ehemaliges Progymnasium                                                                              | historisierender Gruppenbau, dreigeschossiger, verputzter Massivbau mit Zeltdach, Dachreiter und Erker, südwestlich angeschlossener, dreigeschossiger Flügel mit abgewalmtem Dach, nordöstlich vorgelagerte Turnhalle mit hohen Walmdächern, Vorhalle und offenem Verbindungsgang zur Schule, 1908/09 von Ernst Wichera, südwestliche Erweiterung bezeichnet mit 1931; mit Einfriedung des Schulhofes, gleichzeitig | D-7-62-000-175 Wikidata | weitere Bilder                                                   |
| Ganghoferstraße 11 (Standort)                                                                      | Amtsgericht                                                                                          | zweigeschossiger Massivbau mit Mansardwalmdach, Zwerchhaus und Putzgliederung im neubarocken Stil, 1900 | D-7-62-000-54 Wikidata  | weitere Bilder                                                   |
| Ganghoferstraße 12 (Standort)                                                                      | Wohnhaus                                                                                             | dreigeschossiger Mansardwalmdachbau in Ecklage mit Turmerker, Zwerchgiebel und Putzgliederung im Stil der Neurenaissance; Nebengebäude, ehemals wohl Werkstätte, zweigeschossiger Pultdachbau auf winkelförmigem Grundriss und mit gegliederten Blankziegelfassaden; um 1890 | D-7-62-000-55 Wikidata  | weitere Bilder                                                   |
| Ganghoferstraße 30 (Standort)                                                                      | Zwei Wohnhäuser                                                                                      | zweigeschossige Massivbauten mit Walmdächern und Putzgliederung im neugotischen Stil, 3. Viertel 19. Jahrhundert; spiegelgleich nordöstlich und südwestlich der Friedhofskirche errichtet und jeweils durch eingeschossigen Zwischenbau mit deren Chor verbunden | D-7-62-000-57 Wikidata  | weitere Bilder                                                   |
| Ganghoferstraße; Nähe Ganghoferstraße; Nähe Heinzelmannstraße, Ganghoferstraße 20 u. 30 (Standort) | Städtischer Friedhof                                                                                 | 1482/84 südlich vor der Stadt angelegt, 1805 ein Stück nach Westen verlegt, mit Grabmälern des 18.–20. Jahrhunderts; Katholische Friedhofskirche Hl. Kreuz, Saalbau mit wenig eingezogenem Chor mit halbrundem Schluss, 1822 errichtet, Inneres 1879/81 im neuromanischen Stil umgestaltet, Fassade mit Schweifgiebel, zu beiden Seiten angrenzend schräg gestellte Mauernische mit Grabdenkmälern, oktogonaler Turm mit gedrücktem Zeltdach 1911/12 von Friedrich von Schmidt; mit Ausstattung; Leichenhalle, eingeschossiger Massivbau mit Walmdach, Portikus und Putzgliederung im neugotischen Stil, 1858/60; Friedhofsmauer, überwiegend 1822 | D-7-62-000-49 Wikidata  | weitere Bilder                                                   |
| Gartenweg 30 (Standort)                                                                            | Katholische Stadtpfarrkirche St. Ulrich                                                              | Saalbau mit Satteldach und eingezogenem Chor, der vierseitige Campanile mit Zeltdach durch einen Gang mit der Kirche verbunden, von Anton Wenzel, 1955; mit historischer Ausstattung | D-7-62-000-60 Wikidata  | weitere Bilder                                                   |
| Gutenbergstraße 7 (Standort)                                                                       | Ehemaliges Färberhaus, dann Gasthof zum Stachus                                                      | dreigeschossiger Bau mit weit überstehendem Satteldach, das Obergeschoss Fachwerk und der Giebel verschalt, 1785; mit rückwärtigem, in den 1920er Jahren erweitertem Saalanbau des späten 19. Jahrhunderts (Saalanbau wurde 2011 geschleift) | D-7-62-000-61 Wikidata  | weitere Bilder                                                   |
| Gutenbergstraße 15 a (Standort)                                                                    | Villenartiges Wohnhaus                                                                               | zweigeschossiger Massivbau mit Walmdach und Giebelrisalit, 1839, Erweiterungen um 1860 und 1889 mit zweigeschossigem Anbau mit Satteldach und Fassadenzier im maximilianischen Stil; Gartenanlage mit älterem Baumbestand und Bassin; mit Einfriedung, Mauer mit Pfeilern und Tor sowie Gitterzaun, wohl 2. Hälfte 19. Jahrhundert | D-7-62-000-62 Wikidata  | weitere Bilder                                                   |
| Hafenmarkt 3 (Standort)                                                                            | Handwerkerhaus                                                                                       | zweigeschossiger, traufständiger und verputzter Massivbau mit Satteldach, wohl 16. Jahrhundert, östlich anschließend einachsiger, viergeschossiger Anbau mit Pultdach und Aufzugsöffnung, 17./18. Jahrhundert | D-7-62-000-63 Wikidata  | Handwerkerhaus                                                   |
| Hafenmarkt 4 (Standort)                                                                            | Wohn- und Geschäftshaus                                                                              | dreigeschossiger, traufständiger Massivbau mit Satteldach und Zwerchhaus, wohl 16./17. Jahrhundert, historisierende Fassadengliederungen Ende 19. Jahrhundert | D-7-62-000-64 Wikidata  | Wohn- und Geschäftshaus                                          |
| Hafenmarkt 11 (Standort)                                                                           | Wohn- und Geschäftshaus                                                                              | dreigeschossiger Massivbau mit Satteldach in Ecklage, wohl 16./17. Jahrhundert, historisierende Fassadengliederungen Ende 19. Jahrhundert | D-7-62-000-65 Wikidata  | Wohn- und Geschäftshaus                                          |
| Hafenmarkt 12 (Standort)                                                                           | Apotheke                                                                                             | dreigeschossiger Massivbau mit Mansarddach in Ecklage, mit Schweifgiebel, Erkern und Putzgliederung im neubarocken Stil, Anfang 20. Jahrhundert | D-7-62-000-66 Wikidata  | Apotheke                                                         |
| Hafenmarkt 14 (Standort)                                                                           | Bürgerhaus                                                                                           | dreigeschossiger Massivbau mit Satteldach in Ecklage, mit dreigeschossigem Giebel und einfacher Putzgliederung, wohl 16. Jahrhundert, stark verändert, rückwärtig Laubengänge, wohl 19. Jahrhundert | D-7-62-000-67 Wikidata  | Bürgerhaus                                                       |
| Hauberrisserstraße 1 (Standort)                                                                    | Villa Haag                                                                                           | zweigeschossiger Massivbau in Ecklage, mit Satteldach, Schweifgiebeln, Eckerkern, Zwerchgiebel, Treppenhausrisalit und Jugendstildekor, um 1905 von Hessemer und Schmidt (München); mit Einfriedung, gleichzeitig | D-7-62-000-68 Wikidata  | weitere Bilder                                                   |
| Hauberrisserstraße 2 (Standort)                                                                    | Mietshaus                                                                                            | dreigeschossiger Massivbau mit Satteldach, Flacherker, Risalit, Gaubenband und Putzdekor, von Schneider und Senf (Lindau), bezeichnet mit 1903; mit Teil der Einfriedung zwischen Hauberrisserstraße 4 und 6, wohl gleichzeitig | D-7-62-000-69 Wikidata  | Mietshaus                                                        |
| Hauberrisserstraße 4 (Standort)                                                                    | Mietshaus                                                                                            | dreigeschossiger Massivbau mit Satteldach, Flacherker, Risalit, Gaubenband und Putzdekor, von Schneider und Senf (Lindau), bezeichnet mit 1903; mit Teil der Einfriedung zwischen Hauberrisserstraße 4 und 6, wohl gleichzeitig | D-7-62-000-70 Wikidata  | weitere Bilder                                                   |
| Hauberrisserstraße 6 (Standort)                                                                    | Mietshaus                                                                                            | dreigeschossiger Massivbau in Ecklage, mit Satteldach, Zwerchhäusern, eingeschossigem Vorbau sowie Erkerturm an der Traufseite und Jugendstildekor, von Schneider und Senf (Lindau), um 1905 | D-7-62-000-71 Wikidata  | weitere Bilder                                                   |
| Hölzlestraße 13 (Standort)                                                                         | Lagerkeller unter dem ehemaligen Sommerkeller                                                        | tonnengewölbte Kellerbauten aus Ziegeln, 1. Hälfte 19. Jahrhundert | D-7-62-000-385          | BW                                                               |
| Hohe Buchleuthe 3 a (Standort)                                                                     | Sudhaus der ehemaligen Aktienbrauerei                                                                | fünfgeschossiger Massivbau in Ecklage, mit Flachdach und reicher Putzgliederung, 1897, Umbau der Sudanlage1960 | D-7-62-000-386          | BW                                                               |
| Hohe Buchleuthe 5 a (Standort)                                                                     | Ehemalige Schiffbrauerei                                                                             | Lagerhalle, sogenannte Zeppelinhalle, eingeschossiger Mansarddachbau mit Vorschussgiebel, Dachreiter und reicher Putzgliederung, Bogenbinder-Konstruktion (sogenannter Stephanbinder), 1916–17 von Hugo und Peter Wahl; westlich angeschlossen zweigeschossiger, verputzter Massivbau mit Mansardwalmdach, wohl gleichzeitig; Sudhaus, fünfgeschossiger Massivbau in Ecklage, mit Flachdach und reicher Putzgliederung, wohl gleichzeitig, Umbauten wohl um 1959 | D-7-62-000-252 Wikidata | weitere Bilder                                                   |
| Hohe Buchleuthe 15 (Standort)                                                                      | Metallgießerei                                                                                       | dreiflügeliger, viergeschossiger Satteldachbau mit gegliedertem Sichtziegelmauerwerk, die Kopfbauten mit Treppengiebeln, wohl letztes Viertel 19. Jahrhundert; rückwärtig ein- bis dreigeschossige Anbauten in gleicher Formensprache, wohl gleichzeitig | D-7-62-000-373 Wikidata | Metallgießerei                                                   |
| Hohe Buchleuthe 30; Apfeltranger Straße 15/32/34 (Standort)                                        | Fliegerhorst für das Fliegerausbildungsregiment 23 der Wehrmacht                                     | weiträumiger Komplex aus ein- bis zweigeschossigen massiven Sattel- und Walmdachbauten sowie Flugzeughangars mit Stahlkonstruktion, geplant von der Luftwaffenbauverwaltung, wohl von Architekten der Postbauschule München, im Wesentlichen 1934–39; Fliegerhorstkommandantur (1), zweigeschossiger Satteldachbau mit Arkadenzugang; Mannschaftsunterkunft (2), zweigeschossiger und mehrfach abgewinkelter Satteldachbau (mit technischer Ausstattung); Schulgebäude (3/4), hakenförmig angelegter, zweigeschossiger Satteldachbau; Feldwebelunterkunft (5/6), zweigeschossiger Satteldachbau; Sanitätsstation (7), eingeschossiger Satteldachbau; Mannschaftsgebäude (9–15 und 24–29), zwei kammartig angeordnete, zweigeschossige Satteldachbauten mit eingeschossigen Verbindungsbauten, der südliche mit winkelförmigem Anbau; Kantine (17), eingeschossiger Satteldachbau mit Uhrenturm; Wache (30), eingeschossiger Pyramidendachbau; Mannschaftsgebäude (31–33), mehrgliedriger Gebäudekomplex aus zweigeschossigen Satteldachbauten, akzentuiertes Eingangsrisalit mit Eckquaderung und Fassadenreliefs; Hauptwache mit Arrestzellen und ehem. Fliegerheim (100, 100A, 101), mehrgliedrige Baugruppe aus Satteldachbauten; Lehrsaalgebäude, im Nordteil ehem. Funkmeisterei (102), hakenförmiger eingeschossiger Walmdachbau mit Laubengang; Sport- und Exerzierhalle (103), eingeschossiger Flachdachbau; Flugleitgebäude (105), zweigeschossiger Walmdachbau mit Tower, dieser 1955 aufgestockt; Magazingebäude, Bekleidungskammer (106), zweigeschossiger Flachdachbau, überdachte Rampe über befenstertem Kellersockel; Kraftwagenhalle (113/118), eingeschossiger, gekrümmter Satteldachbau mit jeweils zweigeschossigen Kopfbauten mit Walmdach; Feuerwache (121), hakenförmiger, zweigeschossiger, gekrümmter Walmdachbau; Werfthalle mit Bogenbinderdach (127); Offiziersunterkunft (202), zweigeschossiger Putzbau mit Walmdach; mit angeschlossener Pergola; Offizierskasino (203), abgewinkelter, ein- bis zweigeschossiger Walmdachbau mit angegliedertem Pavillon (206) und Einfriedung; zwei Flugzeughangars (306/308), mit genieteten Stahl-Rahmenbindern; ehem. Gesellschaftshaus des Bürgervereins (34), Teil des ehem. Tänzelhölzles, eingeschossiger Putzbau mit Walmdach und Pilastergliederung, 1826 | D-7-62-000-387          | Fliegerhorst für das Fliegerausbildungsregiment 23 der Wehrmacht |
| Innere Buchleuthenstraße 1, Am Graben 1 (Standort)                                                 | Ehemaliger städtischer Stadel                                                                        | urkundlich bereits 1550 genannt, 1777 Ausbau zu Wohnhaus als viergeschossiger, verputzter Massivbau mit Satteldach, traufseitig mit Sonnenuhr Stadtbefestigung, um 1200 angelegt, entlang der Grundstücke Am Graben | D-7-62-000-73 Wikidata  | weitere Bilder                                                   |
| Innere Buchleuthenstraße 2 (Standort)                                                              | Ehemalige Evangelische Knabenschule                                                                  | zweigeschossiger, giebelständiger Massivbau mit Satteldach und einfacher Fassadengliederung, im 16. Jahrhundert schon bestehend, Ausbau im 18. und 19. Jahrhundert | D-7-62-000-74 Wikidata  | weitere Bilder                                                   |
| Innere Buchleuthenstraße 6 (Standort)                                                              | Ehemaliger Sommerkeller, sogenannter Hirschkeller                                                    | langgestreckter, zweigeschossiger, giebelständiger und verputzter Massivbau mit Satteldach, 1816 | D-7-62-000-76 Wikidata  | weitere Bilder                                                   |
| Innere Buchleuthenstraße 20 (Standort)                                                             | Sogenannter Kronenwirts-Keller                                                                       | zweigeschossiger, giebelständiger und verputzter Massivbau mit Satteldach und Rundbogenfenstern, 1838, Schweifgiebel neubarock, um 1900 | D-7-62-000-77 Wikidata  | weitere Bilder                                                   |
| Johannes-Haag-Straße 4 a, 4 b (Standort)                                                           | Ehemaliges Gefängnis                                                                                 | 1840/41; Zellenbau, turmartiger, viergeschossiger Massivbau mit Flachdach und Zinnenkranz über Rundbogenfries, das Erdgeschoss mit Fugenputz, sonst unverputztes Ziegelmauerwerk; zu zwei Seiten je ein zweigeschossiges Verwaltungsgebäude mit Zeltdach, durch zweigeschossige Zwischenbauten mit Satteldach mit dem Zellenbau verbunden, westlicher Zwischenbau später aufgestockt; zugehörig Gefängnismauer | D-7-62-000-78 Wikidata  | weitere Bilder                                                   |
| Johannes-Haag-Straße 9 (Standort)                                                                  | Maschinenbaubetrieb                                                                                  | Ehemalige Kattundruckerei, dann Säge-, Öl- und Gipsmühle, von 1843 bis 1852 auch Werkstatt für Zentralheizungsbau, zweigeschossiger Steildachbau mit mittigem Zwerchhaus und rückwärtigem Treppenhausrisalit, im Kern von 1805 (dendro.dat.), Umbau um 1880; Gedenktafel, von Mauritius Pfeiffer, bezeichnet 1912; Einfriedung mit schmiedeeisernem Gitter, um 1900. | D-7-62-000-381 Wikidata | Maschinenbaubetrieb                                              |
| Johannes-Haag-Straße 13 (Standort)                                                                 | Ehemaliges Färberhaus                                                                                | dreigeschossiger, verputzter Massivbau mit einseitig abgewalmtem Satteldach, das Obergeschoss ehemals zu Färbereizwecken weitgehend geöffnet, heute mit Giebel verschalt, um 1770; zugehörig Stadel, Fachwerkbau mit Satteldach, um 1890 | D-7-62-000-79 Wikidata  | Ehemaliges Färberhaus                                            |
| Kaisergäßchen 2 (Standort)                                                                         | Bürgerhaus                                                                                           | dreigeschossiger, traufständiger und verputzter Massivbau, östlicher Teil wohl 17. Jahrhundert, westlicher Teil im Kern spätmittelalterlich, wohl im 17. Jahrhundert ausgebaut, Krangaube und Erker spätes 19. Jahrhundert | D-7-62-000-80 Wikidata  | weitere Bilder                                                   |
| Kaisergäßchen 4 (Standort)                                                                         | Wohn- und Geschäftshaus                                                                              | dreigeschossiger Satteldachbau, im Kern wohl 17. Jahrhundert | D-7-62-000-276 Wikidata | Wohn- und Geschäftshaus                                          |
| Kaisergäßchen 6 (Standort)                                                                         | Bürgerhaus                                                                                           | dreigeschossiger, giebelständiger und verputzter Massivbau mit Frackdach, Erker sowie Schwibbögen zum Nachbargebäude, wohl 17. Jahrhundert | D-7-62-000-81 Wikidata  | weitere Bilder                                                   |
| Kaisergäßchen 12, Salzmarkt 15 (Standort)                                                          | Ehemaliges städtisches Heimatmuseum, seit 1989 Stadtmuseum Kaufbeuren, ehemaliges Bürgerhaus         | dreigeschossiger, traufständiger und verputzter Massivbau mit Satteldach, 1746 über spätmittelalterlichem Kern errichtet | D-7-62-000-83 Wikidata  | weitere Bilder                                                   |
| Kaiser-Max-Straße, vor der Dreifaltigkeitskirche (Standort)                                        | Neptunbrunnen                                                                                        | Oktogonales Becken mit Obelisk und Figur des Neptun, 1753 von Johann Wolfgang Schindel | D-7-62-000-101 Wikidata | weitere Bilder                                                   |
| Kaiser-Max-Straße 1 (Standort)                                                                     | Rathaus                                                                                              | dreigeschossiger Massivbau mit Walmdach und reicher Werksteingliederung, Erkern und Eckerker mit Zeltdach, Neubau 1879–81 in Formen der Neurenaissance von Georg Hauberrisser, Wiederherstellung nach Brand mit Erneuerung des Dachs, Verputz des ehemaligen Sichtziegelmauerwerks und Vereinfachung der Natursteingliederung, bezeichnet mit 1960; mit Ausstattung | D-7-62-000-85 Wikidata  | weitere Bilder                                                   |
| Kaiser-Max-Straße 3 a (Standort)                                                                   | Patrizierhaus, sogenanntes Hörmannhaus                                                               | dreigeschossiger, traufständiger Massivbau in Ecklage mit Steildach, 1530–35 von Baltas Honold und Meister Dionisi erbaut, Renaissanceportal mit Sandsteinrahmung, bezeichnet mit 1542, mit Putzgliederung | D-7-62-000-86 Wikidata  | weitere Bilder                                                   |
| Kaiser-Max-Straße 3 b (Standort)                                                                   | Patrizierhaus                                                                                        | dreigeschossiger, traufständiger Massivbau mit Steildach, 16. Jahrhundert, Fassadengestaltung im Stil der Neurenaissance | D-7-62-000-87 Wikidata  | weitere Bilder                                                   |
| Kaiser-Max-Straße 4, 6 (Standort)                                                                  | Patrizierhaus                                                                                        | dreigeschossiger, traufständiger Massivbau mit Satteldächern, im Kern zwei spätmittelalterliche Häuser, reiche spätbarocke Fassadengliederung mit Eckquaderung und Portalen um 1770/80, Stuckierung und Putz 1976 erneuert | D-7-62-000-88 Wikidata  | weitere Bilder                                                   |
| Kaiser-Max-Straße 5 (Standort)                                                                     | Bürgerhaus                                                                                           | dreigeschossiger, traufständiger und verputzter Massivbau mit Satteldach, im Kern spätmittelalterlich, Fassade wohl in den 1950er Jahren überarbeitet | D-7-62-000-89 Wikidata  | weitere Bilder                                                   |
| Kaiser-Max-Straße 8 (Standort)                                                                     | Bürgerhaus                                                                                           | dreigeschossiger, traufständiger Massivbau mit Satteldach, im Kern spätmittelalterlich, Fensterumrahmungen im neubarocken Stil zwischen 1910 und 1914, Umbauten 1991 | D-7-62-000-90 Wikidata  | weitere Bilder                                                   |
| Kaiser-Max-Straße 10 (Standort)                                                                    | Bürgerhaus                                                                                           | dreigeschossiger, traufständiger und verputzter Massivbau mit Steildach, im Kern wohl spätmittelalterlich, im 16. Jahrhundert ausgebaut, im 2. Viertel 18. Jahrhundert barockisiert, Fensterrahmungen modern | D-7-62-000-91 Wikidata  | weitere Bilder                                                   |
| Kaiser-Max-Straße 12 (Standort)                                                                    | Bürgerhaus                                                                                           | Dreigeschossiger, traufständiger Massivbau mit Steildach und einfacher Putzgliederung, im Kern spätmittelalterlich, Ausbau Mitte 18. Jahrhundert | D-7-62-000-92 Wikidata  | weitere Bilder                                                   |
| Kaiser-Max-Straße 12 (Standort)                                                                    | Rückgebäude                                                                                          | Dreigeschossiger, traufständiger und verputzter Massivbau mit Satteldach und barocker Tür, um 1750 | D-7-62-000-92 Wikidata  | BW                                                               |
| Kaiser-Max-Straße 13 (Standort)                                                                    | Apotheke                                                                                             | dreigeschossiger, traufständiger Massivbau mit Satteldach, im Kern spätmittelalterlich, Ausbau bezeichnet mit 1729, neubarocke Fassadengestaltung um 1884 Rückgebäude, 2. Hälfte 18. Jahrhundert zugehörige Gartenmauer mit Torhäuschen und Eckturm, mit Putzgliederung, wohl Ende 19. Jahrhundert | D-7-62-000-93 Wikidata  | weitere Bilder                                                   |
| Kaiser-Max-Straße 14 (Standort)                                                                    | Bürgerhaus                                                                                           | dreigeschossiger, verputzter Massivbau in Ecklage mit Steildach, im Kern um 1411 (Dendro), barocker Ausbau um 1730 | D-7-62-000-94 Wikidata  | weitere Bilder                                                   |
| Kaiser-Max-Straße 15 (Standort)                                                                    | Ehemalige Stadtkanzlei                                                                               | dreigeschossiger, verputzter Massivbau mit Walmdach in Ecklage, Traufe mit Hohlkehle, im Kern wohl spätmittelalterlich, Fassaden wohl in den 1920er Jahren mit Eckfigur umgestaltet | D-7-62-000-95 Wikidata  | weitere Bilder                                                   |
| Kaiser-Max-Straße 15 (Standort)                                                                    | Rückgebäude, ehemaliges Stadtarchiv                                                                  | Zweigeschossiger Massivbau mit Walmdach, Zwischengeschoss und reicher Fassadengestaltung, 1727 | D-7-62-000-95 Wikidata  | weitere Bilder                                                   |
| Kaiser-Max-Straße 16 (Standort)                                                                    | Bürgerhaus                                                                                           | dreigeschossiger Massivbau in Ecklage mit Steildach und einfacher Putzgliederung, im Kern spätmittelalterlich, im 16./17. Jahrhundert ausgebaut, 1999 umfassende Erneuerungen | D-7-62-000-96 Wikidata  | weitere Bilder                                                   |
| Kaiser-Max-Straße 17 (Standort)                                                                    | Bürgerhaus                                                                                           | dreigeschossiger Massivbau mit Satteldach und Volutengiebel in Ecklage, auf älterer Grundlage nach 1687 erbaut, mit reicher Fassadengestaltung im Stil der Neurenaissance, Ende 19. Jahrhundert | D-7-62-000-97 Wikidata  | weitere Bilder                                                   |
| Kaiser-Max-Straße 18 (Standort)                                                                    | Wohn- und Geschäftshaus                                                                              | dreigeschossiger, traufständiger Massivbau mit Satteldach und Aufzugsgaube, im Kern spätmittelalterlich, 1886 durch Georg Hauberrisser ausgebaut, vereinheitlicht und mit Fassadengliederung im Stil der Neurenaissance versehen, letztere 1951 vereinfacht | D-7-62-000-98 Wikidata  | weitere Bilder                                                   |
| Kaiser-Max-Straße 18 (Standort)                                                                    | Rückgebäude am Kirchplatz                                                                            | Geburtshaus von Ludwig Ganghofer (1855–1920), dreigeschossiger, giebelständiger Massivbau mit Satteldach und Schweifgiebel, im Kern spätmittelalterlich, im 18. Jahrhundert ausgebaut | D-7-62-000-98 Wikidata  | weitere Bilder                                                   |
| Kaiser-Max-Straße 20 (Standort)                                                                    | Bürgerhaus                                                                                           | Dreigeschossiger Massivbau mit Satteldach in Ecklage, im Kern 15./16. Jahrhundert, äußere Erscheinung mit reicher Putzgliederung Ende 19. Jahrhundert | D-7-62-000-99 Wikidata  | weitere Bilder                                                   |
| Kaiser-Max-Straße 20 (Standort)                                                                    | Westliches Rückgebäude                                                                               | Dreigeschossiger Massivbau mit Satteldach in Ecklage, im Kern 16. Jahrhundert, mit Putzgliederung, Ende 19. Jahrhundert | D-7-62-000-99 Wikidata  | BW                                                               |
| Kaiser-Max-Straße 20 (Standort)                                                                    | Östliches Rückgebäude                                                                                | Dreigeschossiger, giebelständiger und verputzter Massivbau mit Satteldach, im Kern 16. Jahrhundert, mit gewölbter Halle | D-7-62-000-99 Wikidata  | Östliches Rückgebäude                                            |
| Kaiser-Max-Straße 21 (Standort)                                                                    | Evangelisch-Lutherische Stadtpfarrkirche Hl. Dreifaltigkeit                                          | Saalbau auf Grundlage eines Wohnhauses des 14. Jahrhunderts, Umgestaltung der nördlichen Gebäudehälfte und Anbau des südlichen Teils durch Georg Harrer und Thoma Schweyer, bezeichnet mit 1604, Umbauten 1736/37, Turmbau und Erhöhung der Kirche 1820–22, 1901 Erneuerung des Innenraumes durch Albert Schmidt, 1911 Erhöhung des Giebels durch Otto Schulz und Pilastergliederung der Fassade; mit Ausstattung; mit Kirchhofmauer | D-7-62-000-100 Wikidata | weitere Bilder                                                   |
| Kaiser-Max-Straße 22, in die Südostecke des Gebäudes eingelassen (Standort)                        | Skulpturfragment                                                                                     | aus Sandstein, um 1200 | D-7-62-000-102 Wikidata | weitere Bilder                                                   |
| Kaiser-Max-Straße 23 (Standort)                                                                    | Ehemaliges Gasthaus Goldene Traube                                                                   | dreigeschossiger Massivbau in Ecklage, mit Satteldach, neugotischem Zinnengiebel und Erker, im Kern um 1429/30 errichtet und um 1583/84 verändert (Dendros), weitere Umbauten im 19./20. Jahrhundert, Fassaden mit Malereien bezeichnet mit 1952 | D-7-62-000-103 Wikidata | weitere Bilder                                                   |
| Kaiser-Max-Straße 27 (Standort)                                                                    | Ehemaliges Gasthaus zur Sonne                                                                        | Langgestreckter, dreigeschossiger und traufständiger Massivbau mit Satteldach und Traufgesims, ehemals drei spätmittelalterliche Bürgerhäuser, im 18. Jahrhundert ausgebaut und zusammengefasst, nach Brand 1849 erneuert, mit Medaillon-Relief, Ende 18. Jahrhundert, und Ausleger, um 1800 | D-7-62-000-105 Wikidata | weitere Bilder                                                   |
| Kaiser-Max-Straße 31 (Standort)                                                                    | Ehemaliges Gasthaus zum Löwen                                                                        | Dreigeschossiger, traufständiger Massivbau mit Satteldach, 15./16. Jahrhundert, Ausleger, Ende 18. Jahrhundert, Fassadengestaltung mit Putzgliederung wohl in den 1950er Jahren erneuert | D-7-62-000-107 Wikidata | weitere Bilder                                                   |
| Kaiser-Max-Straße 34 (Standort)                                                                    | Ehemaliges Gasthaus Schwarzer Bär                                                                    | dreigeschossiger, traufständiger und verputzter Massivbau mit Satteldach, Erker und einfacher Putzgliederung, 15. Jahrhundert, stark verändert | D-7-62-000-109 Wikidata | weitere Bilder                                                   |
| Kaisergäßchen 5 (Standort)                                                                         | Rückgebäude                                                                                          | Zweigeschossiger, giebelständiger und verputzter Massivbau mit Satteldach, 16./17. Jahrhundert | D-7-62-000-109 Wikidata | BW                                                               |
| Kaiser-Max-Straße 35 (Standort)                                                                    | Bürgerhaus                                                                                           | dreigeschossiger, traufständiger Massivbau mit Satteldach, 16. Jahrhundert, stark verändert | D-7-62-000-110 Wikidata | weitere Bilder                                                   |
| Kaiser-Max-Straße 36 (Standort)                                                                    | Bürgerhaus                                                                                           | Dreigeschossiger, traufständiger Massivbau mit Satteldach, rückseitig mit Krangaube, im Kern spätmittelalterlich, stark erneuert | D-7-62-000-111 Wikidata | weitere Bilder                                                   |
| Kaiser-Max-Straße 37 (Standort)                                                                    | Bürgerhaus                                                                                           | dreigeschossiger, traufständiger Massivbau mit Satteldach, im Kern 16. Jahrhundert, stark verändert | D-7-62-000-112 Wikidata | weitere Bilder                                                   |
| Kaiser-Max-Straße 38 (Standort)                                                                    | Ehemaliges Gasthaus zum Stern                                                                        | viergeschossiger, giebelständiger und verputzter Massivbau mit Satteldach und Vorschussgiebel mit Anläufen, im Kern 15./16. Jahrhundert, Ausbau im 18. Jahrhundert, stark verändert | D-7-62-000-113 Wikidata | weitere Bilder                                                   |
| Kaisergäßchen 9 (Standort)                                                                         | Rückgebäude                                                                                          | Dreigeschossiger, giebelständiger und verputzter Massivbau mit Satteldach, 16./17. Jahrhundert | D-7-62-000-113 Wikidata | BW                                                               |
| Kaiser-Max-Straße 39 (Standort)                                                                    | Gasthaus zum Hirschen                                                                                | dreigeschossiger, traufständiger und verputzter Massivbau mit Satteldach, im Kern wohl 14. Jahrhundert, Fassadengestaltung mit Tuffsteingewänden 1. Hälfte 19. Jahrhundert bildet mit Nr. 41 und Am Breiten Bach 2, 4 einen Komplex | D-7-62-000-114 Wikidata | weitere Bilder                                                   |
| Kaiser-Max-Straße 40 (Standort)                                                                    | Ehemaliges Kramerzunfthaus                                                                           | zweigeschossiger, traufständiger Massivbau mit Satteldach, im Kern wohl 16. Jahrhundert, Fassade mit Putzgliederung um 1900, Zunftstein der Kramer, Sandsteintafel, bezeichnet mit 1685 | D-7-62-000-115 Wikidata | weitere Bilder                                                   |
| Kaiser-Max-Straße 41 (Standort)                                                                    | Gasthof zum Hirschen                                                                                 | Dreieinhalbgeschossiger Massivbau mit Satteldach in Ecklage, 1496 anstelle des ehemaligen Irseer Klosterhauses errichtet, 1823 Ausbau zum Gasthaus, Fassadengestaltung mit Tuffsteingewänden 1. Hälfte 19. Jahrhundert südlicher Anbau, dreigeschossiger, verputzter Massivbau mit Satteldach, wohl gleichzeitig bildet zusammen mit Kaiser-Max-Straße 39 und Am Breiten Bach 2, 4 einen Komplex | D-7-62-000-116 Wikidata | weitere Bilder                                                   |
| Kaiser-Max-Straße 42 (Standort)                                                                    | Bürgerhaus                                                                                           | fünfgeschossiger, giebelständiger Massivbau mit Aufzugskran, im Kern spätmittelalterlich, zwischen 1723 und 1737 ausgebaut, stark verändert im Garten eiserner Pavillon, Ende 19. Jahrhundert | D-7-62-000-117 Wikidata | weitere Bilder                                                   |
| Kaiser-Max-Straße 44 (Standort)                                                                    | Bürgerhaus                                                                                           | viergeschossiger, traufständiger und verputzter Massivbau mit Erker, im Kern 16. Jahrhundert, stark verändert | D-7-62-000-118 Wikidata | weitere Bilder                                                   |
| Kappeneck 1 (Standort)                                                                             | Wohnhaus, Communebrauerei                                                                            | schmaler, dreigeschossiger und verputzter Massivbau mit einhüftigem Greddach in Ecklage, 18. Jahrhundert, im Kern älter | D-7-62-000-120 Wikidata | weitere Bilder                                                   |
| Kappeneck 4 (Standort)                                                                             | Wohnhaus                                                                                             | zweigeschossiger, giebelständiger und verputzter Massivbau mit Satteldach und Aufzugsbalken, Ende 18./Anfang 19. Jahrhundert | D-7-62-000-122 Wikidata | weitere Bilder                                                   |
| Kappeneck 7 a-d (Standort)                                                                         | Wohnhaus                                                                                             | wohl ehemaliges Weberhaus, zweigeschossiger, verputzter Massivbau in Ecklage mit Satteldach und hohem Kellergeschoss, wohl im 16./17. Jahrhundert aus mehreren Häusern zusammengebaut zugehöriger Teil der Stadtmauer, um 1200 und um 1420 | D-7-62-000-124 Wikidata | weitere Bilder                                                   |
| Kappeneck 25 (Standort)                                                                            | Wohnhaus                                                                                             | dreigeschossiger, giebelständiger und verputzter Massivbau mit Satteldach, 18. Jahrhundert, im Kern älter | D-7-62-000-125 Wikidata | weitere Bilder                                                   |
| Kemnater Straße 17 (Standort)                                                                      | Katholische Institutskirche St. Maria,                                                               | Hallenkirche, unverputzter Ziegelbau mit Zweiturmfassade, 1929/30 von Albert Kirchmayer | D-7-62-000-127 Wikidata | weitere Bilder                                                   |
| Kemnater Straße 13; Kemnater Straße 17; Kemnater Straße 21 (Standort)                              | Friedsäule                                                                                           | Tuffsteinstele, nachträglich bezeichnet mit 1337 bei der Institutskapelle an der Straße | D-7-62-000-128          | Friedsäule                                                       |
| Kemptener Straße 18 (Standort)                                                                     | Wohnhaus                                                                                             | zweigeschossiger Massivbau mit Walmdach, Giebelrisalit und Fassadengliederung im spätklassizistischen Stil, um 1870/80 | D-7-62-000-129 Wikidata | weitere Bilder                                                   |
| Kemptener Tor 4 (Standort)                                                                         | Villenartiges Wohnhaus                                                                               | zweigeschossiger, giebelständiger und verputzter Massivbau mit Satteldach, Zwerchhaus und Eckerker, um 1910 | D-7-62-000-374 Wikidata | weitere Bilder                                                   |
| Kemptener Tor 5 (Standort)                                                                         | Wohnhaus                                                                                             | zweigeschossiger, kubischer Massivbau mit Walmdach, klassizistischer Putzgliederung und mit Empireornament geschnitzter Tür, 2. Viertel 19. Jahrhundert | D-7-62-000-131 Wikidata | weitere Bilder                                                   |
| Kemptener Tor 6 (Standort)                                                                         | Villenartiges Wohnhaus                                                                               | zweigeschossiger, traufständiger Massivbau mit Satteldach, geschweiftem Zwerchgiebel, Erker und Putzgliederung in den Formen des späten Jugendstils, um 1910 | D-7-62-000-375 Wikidata | weitere Bilder                                                   |
| Kemptener Tor 8 (Standort)                                                                         | Villenartiges Wohnhaus                                                                               | zweigeschossiger, traufständiger Massivbau mit Krüppelwalmdach, geschweiftem Zwerchgiebel, Erker und Putzgliederung in den Formen des späten Jugendstils, um 1910; mit Einfriedung, gleichzeitig | D-7-62-000-376          | weitere Bilder .                                                 |
| Kemptener Tor 10 (Standort)                                                                        | Ehemaliges Färberhaus                                                                                | verputzter Massivbau mit vorstehendem Walmdach, das zweite Obergeschoss Fachwerk, ehemals zu Färbereizwecken geöffnet, 1. Hälfte 18. Jahrhundert; nördlich angeschlossenes Rückgebäude, zweigeschossiger, verputzter Massivbau mit einseitig abgewalmtem Mansarddach, 2. Hälfte 18. Jahrhundert; zugehöriger Stadel, verschalter Ständerbau mit einseitig abgewalmtem Satteldach, das Obergeschoss ehemals zu drei Seiten, heute nur noch im Osten zu Färbereizwecken geöffnet, um 1830/40, verputztes Mauerwerk der Nordseite später | D-7-62-000-132 Wikidata | weitere Bilder                                                   |
| Kirchplatz 6 (Standort)                                                                            | Ehemalige Kapelle St. Michael                                                                        | Doppelkapelle mit eingezogenem, fünfseitig geschlossenem Chor, 15. Jahrhundert, das Langhaus 1834 zu dreigeschossigem, traufständigem Wohnhaus mit Satteldach und Aufzugsgaube ausgebaut | D-7-62-000-133 Wikidata | weitere Bilder                                                   |
| Kirchplatz 8 (Standort)                                                                            | Ehemalige Lateinschule                                                                               | zweigeschossiger, verputzter Massivbau in Ecklage, im Kern spätmittelalterlich, mit Mansarddach des 18./19. Jahrhundert | D-7-62-000-134 Wikidata | weitere Bilder                                                   |
| Kirchplatz 9; Kirchplatz 11 (Standort)                                                             | Katholische Stadtpfarrkirche St. Martin                                                              | dreischiffige Basilika mit eingezogenem, fünfseitig geschlossenem Chor und südlicher Vorhalle, 1438–43 errichtet durch Ulrich und Leonhard Murer über Teilen des spätromanischen Vorgängerbaus des frühen 13. Jahrhunderts (Seitenschiffsmauern und Südportal), hoher, vierseitiger Turm mit achtseitigem Helm im südlichen Chorwinkel ab 1403 erbaut, ab 1683 Barockisierung unter Beteiligung von Joseph Schmuzer und Johann Pöllandt, 1893–99 regotisiert durch Johann Marggraff; mit Ausstattung; Teil der ehemaligen Friedhofsmauer, 15. Jahrhundert | D-7-62-000-135 Wikidata | weitere Bilder                                                   |
| Konradinstraße 1 a (Standort)                                                                      | Ehemaliger Sommerkeller (sogenannter Engelkeller)                                                    | eingeschossiger, zweiflügeliger und verputzter Massivbau mit Walmdach, bezeichnet mit 1837, darunter Kelleranlagen, später als Wohnhaus ausgebaut | D-7-62-000-137 Wikidata | BW                                                               |
| Ledergasse 6 (Standort)                                                                            | Wohnhaus                                                                                             | dreigeschossiger, giebelständiger und verputzter Massivbau mit Satteldach, 16./17. Jahrhundert, Dachstuhl bezeichnet mit 1742 | D-7-62-000-138 Wikidata | Wohnhaus                                                         |
| Ledergasse 17 a, b, c (Standort)                                                                   | Wohnhaus                                                                                             | dreigeschossiger, verputzter Massivbau, unter Einbeziehung der Stadtmauer errichtet, das Satteldach über den Wehrgang geschleppt, Erker mit Pultdach, 16./17. Jahrhundert | D-7-62-000-140 Wikidata | weitere Bilder                                                   |
| Ledergasse 28 (Standort)                                                                           | Wohnhaus                                                                                             | dreigeschossiger, verputzter Massivbau, unter Einbeziehung der Stadtmauer errichtet, das Satteldach über den Wehrgang geschleppt, wohl 17. Jahrhundert, Umbau 1995 | D-7-62-000-143 Wikidata | Wohnhaus                                                         |
| Ludwigstraße 2 (Standort)                                                                          | Zollamt und Geburtshaus von Sophie von La Roche (1730–1807)                                          | dreigeschossiger Massivbau mit Satteldach in Ecklage, traufseitig zur Ludwigstraße mit Putzgliederung, im Kern spätmittelalterlich, 1822 überarbeitet | D-7-62-000-144 Wikidata | weitere Bilder                                                   |
| Ludwigstraße 5 (Standort)                                                                          | Wohnhaus                                                                                             | dreigeschossiger, verputzter Massivbau mit Mansarddach und Krangaube, die südliche Traufseite mit Putzgliederung, wohl 2. Hälfte 19. Jahrhundert | D-7-62-000-145 Wikidata | Wohnhaus                                                         |
| Ludwigstraße 6 (Standort)                                                                          | Wohn- und Geschäftshaus                                                                              | dreigeschossiger, giebelständiger Massivbau mit Satteldach, Fassade mit Putzgliederung im barockisierenden Jugendstil, bezeichnet mit 1906, im Kern wohl älter | D-7-62-000-146 Wikidata | Wohn- und Geschäftshaus                                          |
| Ludwigstraße 7 (Standort)                                                                          | Wohnhaus                                                                                             | viergeschossiger Massivbau in Ecklage mit Mansarddach und polygonalem Eckerker, 18. Jahrhundert, im Kern wohl älter, traufseitige Fassade mir reicher Putzgliederung im neubarocken Stil | D-7-62-000-147 Wikidata | Wohnhaus                                                         |
| Ludwigstraße 9 (Standort)                                                                          | Wohnhaus                                                                                             | dreigeschossiger, giebelständiger Massivbau mit Satteldach und einfacher Putzgliederung, 16./17. Jahrhundert | D-7-62-000-148 Wikidata | Wohnhaus                                                         |
| Ludwigstraße 11 (Standort)                                                                         | Wohnhaus                                                                                             | zweigeschossiger, giebelständiger Massivbau mit Satteldach, im Kern 2. Hälfte 14. Jahrhundert (Dendro 1384), mit Putzgliederung und Volutengiebel im Stil des Neubarock, um 1900 | D-7-62-000-263 Wikidata | Wohnhaus                                                         |
| Ludwigstraße 15 (Standort)                                                                         | Wohnhaus                                                                                             | breit gelagerter, zweigeschossiger und traufständiger Massivbau mit Satteldach und Aufzugsgaube, im Kern 2. Hälfte 14. Jahrhundert (Dendro 1383) | D-7-62-000-264 Wikidata | Wohnhaus                                                         |
| Ludwigstraße 21 (Standort)                                                                         | Wohnhaus                                                                                             | dreigeschossiger, giebelständiger Massivbau mit Satteldach, Erker und Putzgliederung, 17. Jahrhundert | D-7-62-000-149 Wikidata | weitere Bilder                                                   |
| Ludwigstraße 22 (Standort)                                                                         | Ehemaliges reichsstädtisches Zeughaus                                                                | giebelständiger, verputzter Massivbau, im Kern wohl 16./17. Jahrhundert, 1899 Ausbau zum viergeschossigen Satteldachbau | D-7-62-000-150 Wikidata | Ehemaliges reichsstädtisches Zeughaus                            |
| Ludwigstraße 25 a, 25 b, 27 (Standort)                                                             | Zwei Wohnhäuser mit gemeinsamem Rückgebäude                                                          | westlich (Nr. 27) zweigeschossiger, giebelständiger Massivbau mit Satteldach, im Kern spätmittelalterlich, Fassadengestaltung Ende 19. Jahrhundert, zugehöriger Teil des Rückgebäudes, fünfgeschossiger und verputzter Massivbau mit Satteldach und weitem Dachüberstand, modern bezeichnet mit 1760; östlich (Nr. 25 a,b) zweigeschossiger, traufständiger Massivbau mit hohem Pultdach, im Kern wohl spätmittelalterlich, mit zugehörigem Teil des Rückgebäudes | D-7-62-000-151 Wikidata | Zwei Wohnhäuser mit gemeinsamem Rückgebäude                      |
| Ludwigstraße 31 (Standort)                                                                         | Ehemalige reichsstädtische Münze, seit 1588 evang.-Luth. Pfarrhaus                                   | zweigeschossiger, giebelständiger Massivbau mit Satteldach, im Kern wohl 1. Hälfte 16. Jahrhundert, Vorschussgiebel mit Anläufen 1. Hälfte 19. Jahrhundert | D-7-62-000-153 Wikidata | weitere Bilder                                                   |
| Ludwigstraße 33 (Standort)                                                                         | Wohnhaus                                                                                             | dreigeschossiger, giebelständiger Massivbau mit einfacher Putzgliederung, wohl 16./17. Jahrhundert, Mansarddach 2. Hälfte 18. Jahrhundert | D-7-62-000-155 Wikidata | Wohnhaus                                                         |
| Ludwigstraße 38 (Standort)                                                                         | Wohnhaus                                                                                             | zweigeschossiger, giebelständiger und verputzter Massivbau mit Satteldach, wohl 17. Jahrhundert | D-7-62-000-158 Wikidata | Wohnhaus                                                         |
| Ludwigstraße 39, 41 (Standort)                                                                     | Wohnhaus                                                                                             | zweigeschossiger, traufständiger und verputzter Massivbau mit Satteldach, im Kern zwei spätmittelalterliche Häuser, Westteil mit stichbogiger Durchfahrt zugehöriger Teil der Stadtmauer, um 1200 und um 1420 | D-7-62-000-159 Wikidata | Wohnhaus                                                         |
| Ludwigstraße 51 (Standort)                                                                         | Wohnhaus, auch Wohnhaus des Bildhauers Jörg Lederer (1507–50)                                        | dreigeschossiger, verputzter Massivbau mit Frackdach in Ecklage, traufseitig zur Ludwigstraße, wohl 16. Jahrhundert | D-7-62-000-162 Wikidata | weitere Bilder                                                   |
| Mindelheimer Straße 1 (Standort)                                                                   | Ehemaliges Radersches Gartengut                                                                      | zweigeschossiger Massivbau in Ecklage mit Satteldach und einfachen Putzgliederungen, um 1600 | D-7-62-000-163 Wikidata | Ehemaliges Radersches Gartengut                                  |
| Münzhalde 2 (Standort)                                                                             | Münzturm                                                                                             | zweigeschossiger, sechseckiger und verputzter Massivbau mit Zeltdach, im Erdgeschoss Durchgang mit spitzbogigen Torbögen, südwestlich angebauter, halbrunder Treppenturm, ursprünglich Torturm der Friedhofsbefestigung, 15. Jahrhundert, im 16. Jahrhundert Ausbau als städtischer Schatzturm | D-7-62-000-164 Wikidata | weitere Bilder                                                   |
| Münzhalde 3 (Standort)                                                                             | Wohnhaus                                                                                             | viergeschossiger, giebelständiger und verputzter Massivbau mit Satteldach, 16./17. Jahrhundert, stark erneuert | D-7-62-000-165 Wikidata | Wohnhaus                                                         |
| Münzhalde 5 (Standort)                                                                             | Wohnhaus                                                                                             | viergeschossiger Massivbau mit Mansardwalmdach und Zwerchgiebel, im Kern zwei spätmittelalterliche Häuser, nach 1772 zusammengefasst, Fassadengestaltung des Erdgeschosses mit Putzbändern wohl um 1920 | D-7-62-000-166 Wikidata | Wohnhaus                                                         |
| Neue Gasse 8 (Standort)                                                                            | Gasthaus zum Adler                                                                                   | dreigeschossiger, traufständiger und verputzter Massivbau mit Satteldach und kleinem Zwerchgiebel, wohl 17. Jahrhundert, stark erneuert, Ausleger bezeichnet mit 1841 | D-7-62-000-168 Wikidata | weitere Bilder                                                   |
| Neue Gasse 15 a (Standort)                                                                         | Wohnhaus und Geburtshaus der Heiligen Crescentia Höss                                                | zweigeschossiger, giebelständiger und verputzter Massivbau mit Satteldach über hohem Kellergeschoss, im Kern 15. Jahrhundert, Ausbau wohl 17. Jahrhundert, Umbauten 1999 | D-7-62-000-169 Wikidata | weitere Bilder                                                   |
| Neue Gasse 26 (Standort)                                                                           | Wohnhaus                                                                                             | zweigeschossiges Eckhaus, verputzter Massivbau mit Satteldach, frühes 17. Jahrhundert, unter Einbezug eines wohl spätmittelalterlichen Kerns, im Erdgeschoss moderner Ladeneinbau | D-7-62-000-389          | Wohnhaus                                                         |
| Obstmarkt 3, 5; Crescentiaplatz 13; Crescentiaplatz 11 (Standort)                                  | Franziskanerinnenkloster St. Franziskus                                                              | Kloster mit Kirche wohl an Stelle des karolingischen Meierhofs 1471/72 errichtet, später mehrfach verändert und erweitert, dreiflügelige Gebäudegruppe, in der die Heilige Crescentia Höß (1682–1744) lebte und wirkte, 1805 Säkularisation, 1831 Wiedererrichtung des Klosters; Westtrakt mit Klosterkirche, zweigeschossiger, traufständiger Massivbau mit Satteldach, an der Südecke stumpf abgewinkelt, über der Mittelachse schlanker, quadratischer Spitzhelmturm der Klosterkirche mit Blendbogenfriesen, Kirche mit kurzem, dreischiffigem Langhaus und fünfseitig geschlossenem Chor sowie nördlichem Nonnenchor, 1471/72 neu erbaut, Westtrakt wohl gleichzeitig, 1657 Erweiterung wohl durch Ausbau der Seitenschiffe mit Emporen, 1877 und 1976 Umbauten; mit Ausstattung; Konventbau (Nordtrakt), zweigeschossiger, verputzter Massivbau mit Satteldach in Ecklage, unter der nördlichen Traufe Maßwerkfries, wohl um 1471/72, kleine Vorhalle um 1500, Innenausbauten 16. bis 18. Jahrhundert und 1897/98; St. Florians-Bau (Westteil des Südtrakts), dreigeschossiger langgestreckter Massivbau mit Satteldach, 15. Jahrhundert; Gästebau (Ostteil des Südtrakts), dreigeschossiger Massivbau mit Satteldach, 14./15. Jahrhundert, Umbau 1897/98; mit Ausstattung; Klostermauer an der Nordseite des Hofes, 15. Jahrhundert, mit Putzgliederung, an der Hofseite Laubengang des 17. Jahrhunderts; Hofbrunnen, Sandsteinfigur des Hl. Franziskus, 18. Jahrhundert, auf neugotischem Sandsteinpfeiler; sogenannter St. Josephsbau, viergeschossiger, traufständiger Massivbau mit abgewalmtem Dach, 1. Hälfte 18. Jahrhundert, Fassade mit Dreiecksgiebel in historisierenden Formen, 1898; Gartenhäuschen, Walmdachbau auf hohem Sockelgeschoss mit angeschlossenem, eingeschossigem Verkaufsladen und Gartenmauer, 18. Jahrhundert; zugehöriger Garten mit Stützmauern | D-7-62-000-173 Wikidata | weitere Bilder                                                   |
| Pfarrgasse 8 (Standort)                                                                            | Bürgerhaus, jetzt Wohn- und Geschäftshaus                                                            | ursprünglich zweigeschossiger Traufseitbau mit Aufzugsgaube, im Kern wohl 1306 (dendrochronologisch datiert), im 16. Jahrhundert verändert, Aufstockung um ein Geschoss und rückwärtiger Anbau mit zweigeschossigem Nebenflügel, wohl Mitte 18. Jahrhundert, Dachtragwerk von 1751 (dendrochronologisch datiert), mit hofseitigen Laubengängen, wohl 18./19. Jahrhundert | D-7-62-000-302          | Bürgerhaus, jetzt Wohn- und Geschäftshaus                        |
| Pfarrgasse 16, 18 (Standort)                                                                       | Ehemaliges Jesuitenkolleg, 1710–14 zugleich Gymnasium, seit 1984 katholisches Pfarramt und Pfarrhaus | Dreiflügelanlage, ab 1630 Ausbau eines älteren Gebäudes zur Residenz, weiterer Ausbau und Erweiterung um 1700; Südflügel mit ehemaligem Refektorium und Hauskapelle, dreigeschossiger, verputzter Massivbau mit Satteldach, westlich angeschlossen dreigeschossiger, einachsiger Anbau; Nordflügel, zweigeschossiger Massivbau mit Satteldach, an der Hofseite Blendarkaden, die Nordostecke in Flucht mit Anbau abgerundet; Ostflügel, viergeschossiger Massivbau mit Satteldach; mit historischer Ausstattung; mit Einfriedung | D-7-62-000-174 Wikidata | weitere Bilder                                                   |
| Pfarrgasse 25 (Standort)                                                                           | Wohnhaus                                                                                             | dreigeschossiger, traufständiger Massivbau mit Mansarddach, im Kern 17./18. Jahrhundert, um 1895 mit Fassadengliederung im neubarocken Stil verändert | D-7-62-000-266 Wikidata | weitere Bilder                                                   |
| Prinzregentenstraße 9 (Standort)                                                                   | Wohnhaus                                                                                             | zweigeschossiger, verputzter Massivbau mit Mansardsatteldach, übergiebeltem Erker, Treppentürmchen und einfacher Fassadenzier in den Formen des Jugendstils, um 1910 | D-7-62-000-261 Wikidata | Wohnhaus                                                         |
| Ringweg 7 (Standort)                                                                               | Bürgerhaus                                                                                           | dreigeschossiger, giebelständiger und verputzter Massivbau mit Satteldach, 18. Jahrhundert, über älterem Kern, stark erneuert | D-7-62-000-176 Wikidata | Bürgerhaus                                                       |
| Ringweg 9, 11 (Standort)                                                                           | Bürgerhaus                                                                                           | viergeschossiger Massivbau mit Walmdach und einfacher Putzgliederung, 2. Viertel 19. Jahrhundert, im Kern zwei spätmittelalterliche Häuser | D-7-62-000-177 Wikidata | Bürgerhaus                                                       |
| Ringweg 23 (Standort)                                                                              | Wohn- und Geschäftshaus                                                                              | dreigeschossiger Massivbau mit Mansardwalmdach in Ecklage, Eckerkerturm mit Zwiebelhaube und Erker, mit reicher Putzgliederung im Stil der Neurenaissance, um 1900 | D-7-62-000-178 Wikidata | weitere Bilder                                                   |
| Rosental 8 (Standort)                                                                              | Ehemaliger Salzstadel, jetzt Stadttheater                                                            | langgestreckter, verputzter Massivbau über schiefwinkligem Grundriss mit einseitig abgewalmtem Satteldach, Fenster zugemauert, im Kern spätmittelalterlich, 1805 Ausbau zum Theater, umfassende Umbauten 1971 | D-7-62-000-179 Wikidata | weitere Bilder                                                   |
| Rosental 9 (Standort)                                                                              | Gasthaus zur Glocke                                                                                  | dreigeschossiger, verputzter Massivbau in Ecklage mit Mansarddach, 18. Jahrhundert, stark erneuert | D-7-62-000-180 Wikidata | weitere Bilder                                                   |
| Rosental 10 (Standort)                                                                             | Wohnhaus                                                                                             | zweigeschossiger, verputzter Massivbau mit Walmdach, 1811 | D-7-62-000-181 Wikidata | Wohnhaus                                                         |
| Rosental 23, 25 (Standort)                                                                         | Ehemaliger Getreidespeicher                                                                          | dreigeschossiger, verputzter Massivbau mit Satteldach, Krangaube und Rundbogenfries unter der Traufe, 1497 genannt, später als Wohnhaus ausgebaut | D-7-62-000-182 Wikidata | Ehemaliger Getreidespeicher                                      |
| Salzmarkt 1 (Standort)                                                                             | Zwei Bürgerhäuser                                                                                    | je viergeschossiger Massivbau mit Satteldach, östlicher Teil traufständig, westlicher Teil giebelständig, im Kern spätmittelalterlich, 1756 ausgebaut | D-7-62-000-183 Wikidata | Zwei Bürgerhäuser                                                |
| Salzmarkt 3 (Standort)                                                                             | Bürgerhaus                                                                                           | dreigeschossiger, traufständiger Massivbau mit Satteldach, Eckerker und einfacher Putzgliederung, spätmittelalterlich, im 16. Jahrhundert ausgebaut, stark verändert | D-7-62-000-184 Wikidata | Bürgerhaus                                                       |
| Salzmarkt 5 (Standort)                                                                             | Bürgerhaus                                                                                           | dreigeschossiger, traufständiger Massivbau mit Satteldach, Erker und Putzgliederung, im Kern spätmittelalterlich, im 18. Jahrhundert ausgebaut, Erdgeschoss mit Ladenfront wohl um 1920 | D-7-62-000-185 Wikidata | Bürgerhaus                                                       |
| Salzmarkt 7 (Standort)                                                                             | Wohn- und Geschäftshaus                                                                              | viergeschossiger Stahlgerüstbau in Ecklage mit Putzgliederung und halbrundem Eckerker, Fenster in gebänderter Anordnung, 1929. | D-7-62-000-186 Wikidata | Wohn- und Geschäftshaus                                          |
| Salzmarkt 17 (Standort)                                                                            | Obere Apotheke                                                                                       | zweigeschossiger, verputzter Massivbau mit Satteldach in Ecklage, im Kern spätmittelalterlich, im 18. Jahrhundert ausgebaut, Erdgeschoss modern verändert; südwestlich zwei zweigeschossige Rückgebäude-Trakte, wohl gleichzeitig | D-7-62-000-189 Wikidata | weitere Bilder                                                   |
| Salzmarkt 20 (Standort)                                                                            | Bürgerhaus                                                                                           | dreigeschossiger, verputzter Massivbau mit Satteldach in Ecklage, im Kern wohl spätmittelalterlich, äußere Erscheinung mit Schweifgiebel und Figurennische 1. Hälfte 18. Jahrhundert; Ehemalige Hausmadonna um 1720, durch Kopie ersetzt | D-7-62-000-191 Wikidata | Bürgerhaus                                                       |
| Schelmenhofstraße 17–21 (Standort)                                                                 | Ehemalige Post-Kraftwagenhalle                                                                       | halbkreisförmig zurückweichender, eingeschossiger Garagentrakt mit Flachdach zwischen ehemaligen Verwaltungsbauten, kubische, zweieinhalbgeschossige Massivbauten mit flachen Walmdächern, Neue Sachlichkeit, 1929–30 von Georg Werner und Ernst Ott; mit Einfriedung, wohl gleichzeitig | D-7-62-000-254 Wikidata | weitere Bilder                                                   |
| Schlosserhalde 8 (Standort)                                                                        | Wohnhaus                                                                                             | zweigeschossiger Massivbau mit Walmdach über hohem Kellergeschoss, mit einfacher Putzgliederung, klassizistisch, 1824 | D-7-62-000-193 Wikidata | Wohnhaus                                                         |
| Schmiedgasse 1 (Standort)                                                                          | Gasthaus zur Rose                                                                                    | dreigeschossiger, verputzter Massivbau in Ecklage über hakenförmigem Grundriss, mit Satteldach, nach 1774 aus mehreren spätmittelalterlichen Häusern zusammengebaut und vereinheitlicht, Fassade mit Bemalung, bezeichnet mit 1936; Ausleger, wohl 1784; Hausfigur, Muttergottes, 18. Jahrhundert | D-7-62-000-194 Wikidata | weitere Bilder                                                   |
| Schmiedgasse 6 (Standort)                                                                          | Wohn- und Geschäftshaus                                                                              | dreigeschossiger, giebelständiger Massivbau mit Satteldach, im Kern spätmittelalterlich, Fassadengliederung im Stil der Neurenaissance, Ende 19. Jahrhundert | D-7-62-000-195 Wikidata | Wohn- und Geschäftshaus                                          |
| Schmiedgasse 7 (Standort)                                                                          | Wohnhaus                                                                                             | viergeschossiger, giebelständiger und verputzter Massivbau mit Satteldach, im Kern spätmittelalterlich, Ausbau im 17./18. Jahrhundert, das Erdgeschoss modern verändert | D-7-62-000-196 Wikidata | Wohnhaus                                                         |
| Schmiedgasse 8 (Standort)                                                                          | Wohnhaus                                                                                             | dreigeschossiger, traufständiger Massivbau mit Satteldach, die Obergeschosse mit spätklassizistischem Stuckdekor, 3. Viertel 19. Jahrhundert | D-7-62-000-197 Wikidata | Wohnhaus                                                         |
| Schmiedgasse 9 (Standort)                                                                          | Wohnhaus                                                                                             | dreigeschossiger, giebelständiger und verputzter Massivbau mit Satteldach, im Kern spätmittelalterlich, Ausbau um 1670/90, modernisiert | D-7-62-000-198 Wikidata | Wohnhaus                                                         |
| Schmiedgasse 10 (Standort)                                                                         | Ehemaliges Kapitelhaus                                                                               | dreigeschossiger, traufständiger Massivbau mit Satteldach, Erker und einfacher Putzgliederung, im Kern spätmittelalterlich, Ausbau 1682 | D-7-62-000-199 Wikidata | Ehemaliges Kapitelhaus                                           |
| Schmiedgasse 14 (Standort)                                                                         | Ehemaliges Gasthaus zum Schwan                                                                       | dreigeschossiger, traufständiger und verputzter Massivbau mit Satteldach, im Kern spätmittelalterlich, Ausbau im 17. Jahrhundert, das Erdgeschoss modern verändert | D-7-62-000-200 Wikidata | Ehemaliges Gasthaus zum Schwan                                   |
| Schmiedgasse 16 (Standort)                                                                         | Wohnhaus                                                                                             | dreigeschossiger, traufständiger und verputzter Massivbau mit Satteldach, im Kern spätmittelalterlich, stark erneuert | D-7-62-000-201 Wikidata | Wohnhaus                                                         |
| Schmiedgasse 34 (Standort)                                                                         | Wohnhaus                                                                                             | viergeschossiger, giebelständiger Massivbau mit Satteldach, im Kern spätmittelalterlich, Ausbau im 17./18. Jahrhundert, verändert | D-7-62-000-202 Wikidata | Wohnhaus                                                         |
| Schönblick 1 (Standort)                                                                            | Ökonomiehof des Franziskanerinnenklosters                                                            | dreigeschossiger, verputzter Massivbau mit Walmdach, bezeichnet mit 1900; westlich angeschlossen Stallflügel, zweigeschossiger, verputzter Massivbau mit Satteldach, wohl gleichzeitig | D-7-62-000-256 Wikidata | Ökonomiehof des Franziskanerinnenklosters                        |
| Schraderstraße (Standort)                                                                          | Kriegerdenkmal                                                                                       | überlebensgroße Bronzefigur eines Kämpfers auf hohem Tuffsteinpostament, von Moritz Pfeiffer, bezeichnet mit 1911 | D-7-62-000-203 Wikidata | weitere Bilder                                                   |
| Schraderstraße (Standort)                                                                          | Denkmal für Christoph Friedrich Schrader (1805–68)                                                   | Büste auf hohem Postament, bezeichnet mit 1874 | D-7-62-000-204 Wikidata | weitere Bilder                                                   |
| Schraderstraße 1 (Standort)                                                                        | Ehemalige Katholische Knabenschule                                                                   | dreigeschossiger Massivbau mit Walmdach und übergiebeltem Mittelrisalit, 1873 von Hans Oßwald, ursprünglich zweigeschossig, wohl vor 1900 aufgestockt, 1949 bereinigt | D-7-62-000-257 Wikidata | Ehemalige Katholische Knabenschule                               |
| Schraderstraße 3 (Standort)                                                                        | Ehemalige Gewerbe-, dann Realschule                                                                  | dreigeschossiger Massivbau mit Walmdach und Kniestock sowie mit flachem Mittelrisalit und Putzgliederung im Stil der Neurenaissance, 1873 von Hans Oßwald, teilweise bereinigt | D-7-62-000-258 Wikidata | weitere Bilder                                                   |
| Schraderstraße 4 (Standort)                                                                        | Villenartiges Wohnhaus                                                                               | zweigeschossiger Massivbau mit Mansardwalmdach, Giebelrisaliten, Eckerkerturm, Balkon und Fassadenzier im neubarocken Stil; mit schmiedeeisernem Torgitter, Gartenmauer und Gartenpavillon in gleicher Formensprache; um 1905 | D-7-62-000-205 Wikidata | weitere Bilder                                                   |
| Schraderstraße 8 (Standort)                                                                        | Ehemaliges Postamt                                                                                   | zweigeschossiger Massivbau mit Mezzanin, Walmdach und Balkon in Ecklage, nördlich angeschlossen zweigeschossiger Flügel mit Satteldach, mit Fassadenzier im neuklassizistischen Stil, bezeichnet mit 1905; zugehörige ehemalige Schalterhalle, zweigeschossiger, verputzter Massivbau mit Satteldach, später | D-7-62-000-206 Wikidata | weitere Bilder                                                   |
| Spitaltor 3 (Standort)                                                                             | Ehemaliges Spitalschreiberhaus                                                                       | dreigeschossiger, verputzter Massivbau mit Satteldach in Ecklage, spätmittelalterlich | D-7-62-000-207          | weitere Bilder                                                   |
| Spitaltor 5 (Standort)                                                                             | Ehemaliges Spital                                                                                    | dreigeschossiger Massivbau mit Satteldach, Zwerchhäusern sowie klassizistischer Fassadengliederung mit Eckquaderung, -lisenen und Portalrahmung, 1825/26 von Andreas Prinzing, Dachausbauten 1946, umfassender Umbau 1989 | D-7-62-000-209 Wikidata | weitere Bilder                                                   |
| Spitaltor 7 (Standort)                                                                             | ehemalige Spitalkirche                                                                               | Erhaltener Teil der ehem. Spitalkirche, dann des ehemaligen evangelischen Schulhauses, zweischiffige Halle, wohl spätes 14. und Mitte 15. Jahrhundert, 1983 in Neubau integriert | D-7-62-000-210 Wikidata | ehemalige Spitalkirche                                           |
| Unter dem Berg 7 a, b, c, d (Standort)                                                             | Wohnhaus                                                                                             | viergeschossiger, giebelständiger und verputzter Massivbau mit Satteldach wohl im 17. Jahrhundert über spätmittelalterlichem Kern ausgebaut | D-7-62-000-214 Wikidata | Wohnhaus                                                         |
| Unter dem Berg 9 a, b, c, d, e, f (Standort)                                                       | Wohnhaus                                                                                             | dreigeschossiger, giebelständiger und verputzter Massivbau mit Satteldach, im Kern zwei spätmittelalterliche Häuser, im 17./18. Jahrhundert zusammengebaut, das Kellergeschoss ehemalige Weberei | D-7-62-000-215 Wikidata | Wohnhaus                                                         |
| Unter dem Berg 11 a, b, c, d, e, f, g, h, i (Standort)                                             | Wohnhaus                                                                                             | dreigeschossiger, traufständiger und verputzter Massivbau mit Fußwalmdach und Aufzugserkern, im Kern drei spätmittelalterliche Häuser, im 17./18. Jahrhundert zusammengebaut, das Kellergeschoss ehemals Weberei | D-7-62-000-216 Wikidata | Wohnhaus                                                         |
| Unter dem Berg 13 a, b, c (Standort)                                                               | Wohnhaus                                                                                             | zweigeschossiger, giebelständiger und verputzter Massivbau mit Satteldach, das hohe Kellergeschoss mit eigenem Eingang ehemals Weberei, im Kern wohl spätmittelalterlich | D-7-62-000-217 Wikidata | Wohnhaus                                                         |
| Unter dem Berg 15 a, b, c (Standort)                                                               | Wohnhaus                                                                                             | dreigeschossiger, giebelständiger und verputzter Massivbau mit Satteldach über hohem Kellergeschoss, wohl 16. Jahrhundert, stark modernisiert | D-7-62-000-218 Wikidata | Wohnhaus                                                         |
| Unter dem Berg 17 b, d (Standort)                                                                  | Wohnhaus                                                                                             | dreigeschossiger, giebelständiger und verputzter Massivbau mit Satteldach, 16./17. Jahrhundert, das Kellergeschoss ehemals Weberei | D-7-62-000-219 Wikidata | Wohnhaus                                                         |
| Unter dem Berg 19 a, b, c (Standort)                                                               | Wohnhaus                                                                                             | dreigeschossiger, giebelständiger und verputzter Massivbau mit Satteldach über hohem Kellergeschoss mit eigenem Eingang, im Kern wohl noch spätmittelalterlich | D-7-62-000-220 Wikidata | Wohnhaus                                                         |

### Neugablonz
| Lage                        | Objekt                            | Beschreibung | Akten-Nr.               | Bild           |
| --------------------------- | --------------------------------- | --- | ----------------------- | -------------- |
| Sudetenstraße (Standort)    | Rüdiger-Brunnen                   | Bronzefigur des Rüdiger von Bechelaren und Steinreliefs über Granitsockel und -brunnenbecken 1904 von Franz Metzner für einen in Wien geplanten Nibelungen-Brunnen gefertigt, 1968 aus Gablonz a.d. Neiße überführt und 1970 hier aufgestellt | D-7-62-000-260 Wikidata | weitere Bilder |
| Sudetenstraße 85 (Standort) | Katholische Pfarrkirche Herz Jesu | Stahlbeton-Saalbau mit wandhoher Rundbogengliederung und Apsisrotunde, der campanileartige, rechteckige Turm mit Flachdach durch Pfarrsaaltrakt mit der Kirche verbunden, 1955–57; mit Ausstattung; zugehöriger Pfarrhof, zweigeschossiger Zweiflügelbau mit Flachdach über hakenförmigem Grundriss, durch zwei einen Binnenhof einschließende Trakte mit der Kirche verbunden, wohl gleichzeitig; zugehöriges Mesnerhaus, eingeschossiger Zweiflügelbau mit Flachdach, 1964–66; von Thomas Wechs | D-7-62-000-259 Wikidata | weitere Bilder |

### Großkemnat
| Lage                             | Objekt                                   | Beschreibung | Akten-Nr.               | Bild           |
| -------------------------------- | ---------------------------------------- | --- | ----------------------- | -------------- |
| Bei den Hoffeldern 53 (Standort) | Wegkapelle                               | verputzter Massivbau mit Satteldach und Dreiseitschluss, 18. Jahrhundert | D-7-62-000-225 Wikidata | Wegkapelle     |
| Beim Römerturm 13 (Standort)     | Burgruine Kemnat mit ehemaligem Amtshaus | Burg erbaut um 1185 durch die Herren von Apfeltrang, erhalten der romanische Bergfried (sogenannter Römerturm), quadratischer und viergeschossiger Turm aus Nagelfluh-Bossenquadern, die Südwestseite großteils in Ziegelstein erneuert, seit 1851 mehrfach wiederhergestellt, Zeltdach 1984; erhaltene Teile der Befestigungsmauer aus Nagelfluhquadern; Brunnenschacht des 1984 wieder instandgesetzten Brunnens; Ehemaliges Amtshaus, zweigeschossiger, verputzter Massivbau, wohl 16. Jahrhundert, die Süd- und Ostseite über Teilstück der Befestigungsmauer errichtet | D-7-62-000-222 Wikidata | weitere Bilder |
| Beim Römerturm 21 (Standort)     | Bauernhaus                               | Mittertennbau, zweigeschossiger und verputzter Massivbau mit Satteldach, Wandmalereien und Spruch in Rocaille-Rahmen, Ende 18. Jahrhundert, stark erneuert | D-7-62-000-224 Wikidata | Bauernhaus     |

### Hirschzell
| Lage                     | Objekt                             | Beschreibung | Akten-Nr.               | Bild           |
| ------------------------ | ---------------------------------- | --- | ----------------------- | -------------- |
| Anger (Standort)         | Katholische Feldkapelle St. Maria  | Massivbau mit Satteldach, 2. Hälfte 18. Jahrhundert, Westfassade verschalt; mit Ausstattung | D-7-62-000-228 Wikidata | weitere Bilder |
| Thomasplatz 2 (Standort) | Katholische Pfarrkirche St. Thomas | im Kern spätromanischer Saalbau, das Langhaus im 15. Jahrhundert nach Westen verlängert, Chor und Vorzeichen gleichzeitig, Satteldachturm im nördlichen Chorwinkel 1727 erneuert, Sakristei um 1900; mit Ausstattung | D-7-62-000-226 Wikidata | weitere Bilder |

### Kleinkemnat
| Lage                    | Objekt                              | Beschreibung | Akten-Nr.               | Bild           |
| ----------------------- | ----------------------------------- | --- | ----------------------- | -------------- |
| Stefanstal 1 (Standort) | Pfarrhaus                           | zweigeschossiger Massivbau mit Walmdach, 1803 | D-7-62-000-230 Wikidata | weitere Bilder |
| Stefanstal 8 (Standort) | Katholische Pfarrkirche St. Stephan | Saalbau, Umfassungsmauern des eingezogenen, fünfseitig geschlossenen Chors 15. Jahrhundert, Langhaus und Sakristei sowie Chorgewölbe 1726, Turm mit Spitzhelm von 1883 im südlichen Chorwinkel; mit Ausstattung | D-7-62-000-229          | weitere Bilder |

### Märzisried
| Lage                     | Objekt                         | Beschreibung | Akten-Nr.      | Bild           |
| ------------------------ | ------------------------------ | --- | -------------- | -------------- |
| Märzisried 5a (Standort) | Katholische Kapelle St. Agatha | Massivbau mit Satteldach, eingezogenem, querrechteckigem Chor, Putzgliederung sowie Dachreiter mit Zwiebelhaube und Laterne, 1703; mit Ausstattung | D-7-62-000-232 | weitere Bilder |

### Oberbeuren
| Lage                                                    | Objekt                                            | Beschreibung | Akten-Nr.               | Bild               |
| ------------------------------------------------------- | ------------------------------------------------- | --- | ----------------------- | ------------------ |
| Am Schlössle 4 (Standort)                               | Ehemaliges Schloss                                | erbaut 1576, Schulhaus von 1810 bis 1923, Satteldachbau, Dach und äußere Erscheinung des Hauses um 1900 | D-7-62-000-233 Wikidata | Ehemaliges Schloss |
| Hauptstraße 4 (Standort)                                | Pfarrhof                                          | Pfarrhaus, zweigeschossiger, verputzter Massivbau mit Satteldach, 1731–40, wohl von Joseph Schmuzer, geschnitzte Tür bezeichnet mit 1808, Umbauten 1996; Pfarrstadel, zweigeschossiger Flachsatteldachbau, am Obergeschoss teils Fachwerk, an der südlichen Giebelseite bezeichnet mit 1731, mit traufseitiger Galerie und teils erneuerter Verschalung, im Norden verkürzt; Gartentür, bezeichnet mit 1899 | D-7-62-000-234 Wikidata | weitere Bilder     |
| Hauptstraße 10 (Standort)                               | Gasthaus zum Engel                                | zweigeschossiger, verputzter Massivbau mit Walmdach und Fledermausgaube, am schmiedeeisernen Ausleger bezeichnet mit 1831, der Zwerchgiebel modern | D-7-62-000-235 Wikidata | weitere Bilder     |
| Lindauer Straße 6, 8 (Standort)                         | Bauernhaus                                        | Mittertennbau, zweigeschossiger, verputzter Massivbau mit einfüftigem Greddach und verbrettertem Kasten, bezeichnet mit 1862 | D-7-62-000-237 Wikidata | Bauernhaus         |
| Gemeindeanger, an der Straße nach Märzisried (Standort) | Kapellen-Bildstock                                | kleiner Satteldachbau mit Bildnische, 1943; an der Straße nach Märzisried | D-7-62-000-243 Wikidata | Kapellen-Bildstock |
| Obere Gasse (Standort)                                  | Katholische Pfarrkirche St. Dionysius Areopagita, | barocker Saalbau mit eingezogenem, halbrund geschlossenem Chor mit Oratorien, an der Westseite des Langhauses halbrunder Anbau, das Dach des Langhauses nach Osten und Westen konvex abgewalmt, zweigeschossiger Anbau mit Sakristei und Oratorium im südlichen Chorwinkel, quadratischer Unterbau des Turmes im nördlichen Chorwinkel wohl spätmittelalterlich, darüber Oktogon mit Zwiebelhaube, 1709/10 von Johann Jakob Herkommer; mit Ausstattung; Kriegergedächtniskapelle, kleiner Massivbau mit Satteldach, Portikus und Putzgliederung, wohl um 1920; Friedhofsmauer aus Backstein im südlichen Bereich der Kirche, wohl gleichzeitig | D-7-62-000-238 Wikidata | weitere Bilder     |
| Salzstraße 16 (Standort)                                | Ehemalige Mühle                                   | zweigeschossiger Massivbau mit Satteldach und aufgedoppelter Sterntür, 1792 errichtet | D-7-62-000-240 Wikidata | weitere Bilder     |
| Tiroler Straße 4 (Standort)                             | Wohn- und Geschäftshaus                           | eingeschossiger, verputzter Massivbau mit Satteldach und Kniestock über L-förmigem Grundriss, mit Zwerchhaus, einfacher Putzgliederung und Schwebegiebel, wohl um 1900 | D-7-62-000-377 Wikidata | weitere Bilder     |
| Untere Gasse 2 (Standort)                               | Bauernhaus                                        | Mitterstallbau, an der Nordseite Wandmalerei mit hl. Dionysius, 18. Jahrhundert | D-7-62-000-241 Wikidata | BW                 |

### Ölmühlhang
| Lage                                               | Objekt     | Beschreibung                         | Akten-Nr.               | Bild |
| -------------------------------------------------- | ---------- | ------------------------------------ | ----------------------- | --- |
| Breitenberg (südöstlich von Ölmühlhang) (Standort) | Grenzstein | Granit, bezeichnet mit dem Jahr 1598 | D-7-62-000-231 Wikidata | [[Vorlage:Bilderwunsch/code!/C:47.8884,10.59547!/D:Breitenberg (südöstlich von Ölmühlhang), Grenzstein!/\|BW]] |

### Sankt Cosmas
| Lage                                                                               | Objekt                                                                | Beschreibung | Akten-Nr.               | Bild                  |
| ---------------------------------------------------------------------------------- | --------------------------------------------------------------------- | --- | ----------------------- | --------------------- |
| Oberbeurer Weg 1 (Standort)                                                        | Katholische Kongregations- und Wallfahrtskirche St. Cosmas und Damian | Langhaus des Saalbaus, eingezogener, fünfseitig geschlossener Chor und Turmunterbau 1494, Erhöhung der Anlage um 1658, Verlängerung des Langhauses, Anbau der Sakristei und Erhöhung des Turms um oktogonales Obergeschoss mit Zwiebelhaube 1730; mit Ausstattung | D-7-62-000-244          | weitere Bilder        |
| Oberbeurer Weg 1 (bei St. Cosmas und Damian an der Apfeltranger Straße) (Standort) | Sühnekreuz                                                            | Sandstein, spätmittelalterlich | D-7-62-000-246 Wikidata | Sühnekreuz            |
| Oberbeurer Weg 3 (Standort)                                                        | Ehemaliges Mesnerhaus                                                 | zweigeschossiger Massivbau mit Satteldach, Putzgliederung und rundbogiger Toreinfahrt, 1740 von Joseph Schmuzer | D-7-62-000-245 Wikidata | Ehemaliges Mesnerhaus |

## Ehemalige Baudenkmäler
In diesem Abschnitt sind Objekte aufgeführt, die früher einmal in der Denkmalliste eingetragen waren, jetzt aber nicht mehr. Objekte, die in anderem Zusammenhang – also z. B. als Teil eines Baudenkmals – weiter eingetragen sind, sollen hier nicht aufgeführt werden. Aktennummern in diesem Abschnitt sind ehemalige, jetzt nicht mehr gültige Aktennummern.

| Lage                                               | Objekt                                          | Beschreibung | Akten-Nr.               | Bild                                       |
| -------------------------------------------------- | ----------------------------------------------- | --- | ----------------------- | ------------------------------------------ |
| Kaufbeuren Am Breiten Bach 4 (Standort)            | Ehemaliger Stadel des Irseer Klosterhauses      | Im Kern spätmittelalterlich, Ausbau im 18. Jahrhundert | D-7-62-000-15 Wikidata  | Ehemaliger Stadel des Irseer Klosterhauses |
| Kaufbeuren Crescentiaplatz 11 (Standort)           | Stadtgraben und Wallanlagen auf dem Blasiusberg | zwischen Innerer Buchleuthenstraße, Hexenturm und Fünfknopfturm, um 1200, Ausbau im 14./15. Jahrhundert, zum Teil überbaut, zwischen Fünfknopfturm und Blasiusturm unverbaut; siehe auch Blasiusberg und Stadtbefestigung | D-7-62-000-7 Wikidata   | BW                                         |
| Kaufbeuren Hohe Buchleuthe 11 (Standort)           | Ehemaliger Ochsenkeller                         | Satteldachbau über hohem Kellergeschoss, 1. Hälfte 19. Jahrhundert | D-7-62-000-47 Wikidata  | BW                                         |
| Kaufbeuren Kaiser-Max-Straße 26 (Standort)         | Werlin-Haus                                     | Viergeschossiger Traufseitbau, um 1400, stark verändert; mit Aufzugsgaube | D-7-62-000-104 Wikidata | Werlin-Haus                                |
| Kaufbeuren Kaiser-Max-Straße 28 (Standort)         | Bürgerhaus                                      | langgestreckter dreigeschossiger Traufseitbau, spätmittelalterlich, stark erneuert; mit Krangaube | D-7-62-000-106 Wikidata | Bürgerhaus                                 |
| Kaufbeuren Kaiser-Max-Straße 46 (Standort)         | Bürgerhaus                                      | viergeschossiger traufseitiger Eckbau, im Kern 1763, stark verändert | D-7-62-000-119 Wikidata | Bürgerhaus                                 |
| Kaufbeuren Ledergasse 18 (Standort)                | Wohnhaus                                        | viergeschossiger Walmdachbau, 18. Jahrhundert; an die Stadtmauer angelehnt | D-7-62-000-141 Wikidata | weitere Bilder                             |
| Kaufbeuren Ludwigstraße 26, 28 (Standort)          | Ehemalige Mälzerei                              | dreieinhalbgeschossiger großer Giebelbau mit gotisierendem Treppengiebel, angeschlossen traufseitiger Flügel, 1854 | D-7-62-000-152 Wikidata | weitere Bilder                             |
| Kaufbeuren Münzhalde 6 a, 6 b, 6 c, 6 d (Standort) | Wohnhaus                                        | dreigeschossiger, giebelständiger und verputzter Massivbau, die Obergeschosse weit vorkragend, im Kern spätmittelalterlich, stark erneuert                                                                                | D-7-62-000-167 Wikidata | Wohnhaus                                   |
| Kaufbeuren Neue Gasse 24 (Standort)                | Wohnhaus                                        | dreigeschossiger Traufseitbau mit Steilsatteldach, spätmittelalterlich | D-7-62-000-170 Wikidata | BW                                         |
| Kaufbeuren Salzmarkt 8 (Standort)                  | Wohn- und Geschäftshaus                         | viergeschossiger Traufseitbau, Fenster mit Schabracken, Ende 19. Jahrhundert, wohl Umbau 19. Jahrhundert mit älterem Kern                                                                                                 | D-7-62-000-278 Wikidata | BW                                         |
| Kaufbeuren Salzmarkt 10 (Standort)                 | Bürgerhaus                                      | dreigeschossiger Eckbau mit Satteldach, ehemals zwei spätmittelalterliche Häuser, wohl im 16. Jahrhundert zusammenfassend ausgebaut, stark verändert                                                                      | D-7-62-000-187 Wikidata | weitere Bilder                             |
| Kaufbeuren Salzmarkt 13 (Standort)                 | Bürgerhaus                                      | dreigeschossiger Traufseitbau, im Kern wohl zwei spätmittelalterliche Häuser, zusammenfassend ausgebaut wohl im 16. Jahrhundert                                                                                           | D-7-62-000-188 Wikidata | Bürgerhaus                                 |
| Kaufbeuren Unter dem Berg 3 (Standort)             | Wohnhaus                                        | Traufseitbau, spätgotisch; spitzbogige Haustür und Krangaube | D-7-62-000-213 Wikidata | Wohnhaus                                   |
| Kaufbeuren Unter dem Berg 23 (Standort)            | Ehemaliges Scharfrichterhaus                    | dreigeschossiger Traufseitbau, im Kern spätmittelalterlich | D-7-62-000-221 Wikidata | Ehemaliges Scharfrichterhaus               |
| Hirschzell Bärenseestraße 63 (Standort)            | Stadel                                          | Zugehöriger Stadel, Ständerbau mit Bundwerkkniestock und alter Verschalung, 1. Drittel 19. Jahrhundert | D-7-62-000-227 Wikidata | Stadel                                     |

## Abgegangene Baudenkmäler
In diesem Abschnitt sind Objekte aufgeführt, die früher einmal in der Denkmalliste eingetragen waren, jetzt aber nicht mehr existieren, z. B. weil sie abgebrochen wurden. Aktennummern in diesem Abschnitt sind ehemalige, jetzt nicht mehr gültige Aktennummern.

| Lage                                       | Objekt    | Beschreibung | Akten-Nr.               | Bild      |
| ------------------------------------------ | --------- | --- | ----------------------- | --------- |
| Oberbeuren Heimenhofer Straße 2 (Standort) | Hausfigur | Kruzifix, 2. Hälfte des 16. Jahrhunderts Offenbar abgegangen. Vom alten Haus Nr. 2 steht nur noch die Garage, der Rest ist jetzt ein Mehrspänner ohne Hausfigur (siehe Bilder) | D-7-62-000-236 Wikidata | Hausfigur |
| Oberbeuren Salzstraße 10 (Standort)        | Hausfigur | Hl. Joseph, bezeichnet mit 1846 Derzeit (April 2012) nicht am Platz! In der PDF-Liste nicht mehr verzeichnet                                                                   | D-7-62-000-239 Wikidata | Hausfigur |